# Saison 2024-2025 du Manchester City FC
Maillots
Chronologie
Saison précédente Saison suivante
La saison 2024-2025 de Manchester City est la 123e saison professionnelle du club et la 96e en première division anglaise. L'équipe est aussi engagée dans les deux coupes nationales ainsi qu'en Ligue des champions. Elle est tenante du titre de Premier League. 
Pour son premier match de la saison, l'équipe remporte le Community Shield face à Manchester United aux tirs au but. Après quatorze matchs sans défaite, elle s'incline dès le quatrième tour de la Carabao Cup, sur le terrain de Tottenham.
La saison est marquée par une terrible chute à partir du mois de novembre. Si au soir du 23 octobre, Man City établissait un record dans l'histoire de la Ligue des champions avec une série de 26 matchs sans défaite, une autre série démarrait alors, plongeant le groupe dans le doute : lors des deux mois suivants, les Cityzens concèdent neuf défaites et deux matchs nuls en onze matchs, reculant de la première à la septième place du classement en championnat.
Manchester City ne remporte qu'un seul titre en cette saison 2024-2025 : le Community Shield.

## Effectif

### Transferts et prêts

#### Mercato estival
| Arrivées              |            |     |                   |                   |       |           |                                             |
| Joueur                | Pays       | Âge | Poste             | Type de transfert | Durée | Indemnité | Provenance                                  |
| João Cancelo          | Portugal   | 30  | Défenseur         | Retour de prêt    |       | -         | FC Barcelone (LaLiga)                       |
| Claudio Echeverri     | Argentine  | 18  | Milieu de terrain | Retour de prêt    |       | -         | CA River Plate (Primera División)           |
| İlkay Gündoğan        | Allemagne  | 33  | Milieu de terrain | Transfert libre   | 1 an  | -         | FC Barcelone (LaLiga)                       |
| Máximo Perrone        | Argentine  | 21  | Milieu de terrain | Retour de prêt    |       | -         | UD Las Palmas (LaLiga)                      |
| Kalvin Phillips       | Angleterre | 28  | Milieu de terrain | Retour de prêt    |       | -         | West Ham United FC (Premier League)         |
| Savinho               | Brésil     | 20  | Attaquant         | Transfert         |       | 25 M€     | ESTAC Troyes (National)                     |
| Départs               |            |     |                   |                   |       |           |                                             |
| Joueur                | Pays       | Âge | Poste             | Type de transfert | Durée | Indemnité | Destination                                 |
| Julián Alvarez        | Argentine  | 24  | Attaquant         | Transfert         |       | 75 M€     | Atlético Madrid (LaLiga)                    |
| João Cancelo          | Portugal   | 30  | Défenseur         | Transfert         |       | 25 M€     | Al-Hilal FC (Saudi Pro League)              |
| Tommy Doyle           | Angleterre | 22  | Milieu de terrain | Transfert         |       | 5 M€      | Wolverhampton Wanderers FC (Premier League) |
| Sergio Gómez          | Espagne    | 23  | Attaquant         | Transfert         |       | 9 M€      | Real Sociedad (LaLiga)                      |
| Taylor Harwood-Bellis | Angleterre | 22  | Défenseur         | Transfert         |       | 23 M€     | Southampton FC (Premier League)             |
| Máximo Perrone        | Argentine  | 21  | Milieu de terrain | Prêt              |       | -         | Como 1907 (Serie A)                         |
| Kalvin Phillips       | Angleterre | 28  | Milieu de terrain | Prêt              |       | -         | Ipswich Town FC (Premier League)            |

#### Mercato hivernal
| Arrivées            |              |     |                   |                   |               |           |                                    |
| Joueur              | Pays         | Âge | Poste             | Type de transfert | Durée         | Indemnité | Provenance                         |
| Juma Bah            | Sierra Leone | 18  | Défenseur         | Transfert         |               | 6 M€      | Real Valladolid CF (LaLiga)        |
| Nico González       | Espagne      | 23  | Milieu de terrain | Transfert         |               |           | FC Porto (Liga Portugal)           |
| Abdukodir Khusanov  | Ouzbékistan  | 20  | Défenseur         | Transfert         |               | 40 M€     | RC Lens (Ligue 1)                  |
| Omar Marmoush       | Égypte       | 25  | Attaquant         | Transfert         | 4 ans et demi | 75 M€     | Eintracht Francfort (Bundesliga)   |
| Vitor Reis          | Brésil       | 19  | Défenseur         | Transfert         | 4 ans et demi | 35 M€     | SE Palmeiras (Brasileirão Serie A) |
| Départs             |              |     |                   |                   |               |           |                                    |
| Joueur              | Pays         | Âge | Poste             | Type de transfert | Durée         | Indemnité | Destination                        |
| Juma Bah            | Sierra Leone | 18  | Défenseur         | Prêt              |               |           | RC Lens (Ligue 1)                  |
| Kyle Walker         | Angleterre   | 34  | Défenseur         | Prêt avec OA      | 6 mois        |           | AC Milan (Serie A)                 |
| Josh Wilson-Esbrand | Angleterre   | 22  | Défenseur         | Prêt              | 6 mois        |           | Stoke City FC (EFL Championship)   |

### Effectif professionnel
Le premier tableau liste l'effectif professionnel de Manchester City pour la saison 2024-2025. Le second recense les prêts effectués par le club lors de cette même saison.
En grisé, les sélections de joueurs internationaux chez les jeunes mais n'ayant jamais été appelés aux échelons supérieurs une fois l'âge-limite dépassé ou les joueurs ayant pris leur retraite internationale.

## Compétitions

### Community Shield
| Man.City ·    |                 |     |
| Titulaires :  |                 |     |
|               |                 |     |
| 31            | Ederson         |     |
| 82            | Rico Lewis      |     |
| 25            | Manuel Akanji   |     |
| 03            | Rúben Dias      |     |
| 24            | Joško Gvardiol  | 90e |
| 75            | Nico O'Reilly   | 63e |
| 08            | Mateo Kovačić   |     |
| 87            | James McAtee    | 80e |
| 52            | Oscar Bobb      | 90e |
| 09            | Erling Haaland  |     |
| 11            | Jérémy Doku     | 63e |
|               |                 |     |
| Remplaçants : |                 |     |
| 18            | Stefan Ortega   |     |
| 04            | Kalvin Phillips |     |
| 06            | Nathan Aké      | 90e |
| 17            | Kevin De Bruyne | 90e |
| 20            | Bernardo Silva  | 80e |
| 26            | Savinho         | 63e |
| 27            | Matheus Nunes   | 63e |
| 33            | Scott Carson    |     |
| 78            | Issa Kaboré     |     |
|               |                 |     |
| Entraîneur :  |                 |     |
| Pep Guardiola |                 |     |

| Man.United ·  |                    |     |
| Titulaires :  |                    |     |
|               |                    |     |
| 24            | André Onana        |     |
| 20            | Diogo Dalot        |     |
| 05            | Harry Maguire      | 58e |
| 35            | Jonny Evans        |     |
| 06            | Lisandro Martínez  |     |
| 18            | Casemiro           |     |
| 37            | Kobbie Mainoo      | 59e |
| 16            | Amad Diallo        | 59e |
| 08            | Bruno Fernandes    |     |
| 10            | Marcus Rashford    | 83e |
| 07            | Mason Mount        | 58e |
|               |                    |     |
| Remplaçants : |                    |     |
| 01            | Altay Bayindir     |     |
| 11            | Joshua Zirkzee     |     |
| 14            | Christian Eriksen  |     |
| 17            | Alejandro Garnacho | 59e |
| 21            | Antony             |     |
| 25            | Jadon Sancho       | 83e |
| 28            | Facundo Pellistri  | 58e |
| 39            | Scott McTominay    | 58e |
| 43            | Toby Collyer       | 59e |
|               |                    |     |
| Entraîneur :  |                    |     |
| Erik ten Hag  |                    |     |

| Man.City ·    |                 |     |
| Titulaires :  |                 |     |
|               |                 |     |
| 31            | Ederson         |     |
| 82            | Rico Lewis      |     |
| 25            | Manuel Akanji   |     |
| 03            | Rúben Dias      |     |
| 24            | Joško Gvardiol  | 90e |
| 75            | Nico O'Reilly   | 63e |
| 08            | Mateo Kovačić   |     |
| 87            | James McAtee    | 80e |
| 52            | Oscar Bobb      | 90e |
| 09            | Erling Haaland  |     |
| 11            | Jérémy Doku     | 63e |
|               |                 |     |
| Remplaçants : |                 |     |
| 18            | Stefan Ortega   |     |
| 04            | Kalvin Phillips |     |
| 06            | Nathan Aké      | 90e |
| 17            | Kevin De Bruyne | 90e |
| 20            | Bernardo Silva  | 80e |
| 26            | Savinho         | 63e |
| 27            | Matheus Nunes   | 63e |
| 33            | Scott Carson    |     |
| 78            | Issa Kaboré     |     |
|               |                 |     |
| Entraîneur :  |                 |     |
| Pep Guardiola |                 |     |

| Man.United ·  |                    |     |
| Titulaires :  |                    |     |
|               |                    |     |
| 24            | André Onana        |     |
| 20            | Diogo Dalot        |     |
| 05            | Harry Maguire      | 58e |
| 35            | Jonny Evans        |     |
| 06            | Lisandro Martínez  |     |
| 18            | Casemiro           |     |
| 37            | Kobbie Mainoo      | 59e |
| 16            | Amad Diallo        | 59e |
| 08            | Bruno Fernandes    |     |
| 10            | Marcus Rashford    | 83e |
| 07            | Mason Mount        | 58e |
|               |                    |     |
| Remplaçants : |                    |     |
| 01            | Altay Bayindir     |     |
| 11            | Joshua Zirkzee     |     |
| 14            | Christian Eriksen  |     |
| 17            | Alejandro Garnacho | 59e |
| 21            | Antony             |     |
| 25            | Jadon Sancho       | 83e |
| 28            | Facundo Pellistri  | 58e |
| 39            | Scott McTominay    | 58e |
| 43            | Toby Collyer       | 59e |
|               |                    |     |
| Entraîneur :  |                    |     |
| Erik ten Hag  |                    |     |

### Championnat

#### Détail des rencontres

##### Août
| 1re journée           | Chelsea | 0 – 2   | Manchester City                                                                                           |                                               |                                               |
| Dimanche 18 août 2024 | | (0 – 1) | 18e Haaland (Silva ) · 84e Kovačić                                                                        | Stamford Bridge, Londres Spectateurs : 39 818 | Stamford Bridge, Londres Spectateurs : 39 818 |
| Dimanche 18 août 2024 | Caicedo 89e | Rapport | 66e Haaland ·                                                                                             | Stamford Bridge, Londres Spectateurs : 39 818 | Stamford Bridge, Londres Spectateurs : 39 818 |
| Dimanche 18 août 2024 | Sánchez – Cucurella ( 80e Veiga), Colwill, Gusto, Fofana – Fernández, Nkunku ( 58e Neto), Palmer, Caicedo, Lavia ( 66e Dewsbury-Hall) – Jackson ( 66e Guiu) | Équipes | Ederson – Dias, Gvardiol, Akanji – Kovačić, De Bruyne, Silva, Lewis – Haaland, Doku, Savinho ( 46e Foden) | Stamford Bridge, Londres Spectateurs : 39 818 | Stamford Bridge, Londres Spectateurs : 39 818 |

| 2e journée                | Manchester City | 4 – 1   | Ipswich Town |                            |                            |
| Samedi 24 août 2024 16h00 | Haaland 12e (pen.) · ( Savinho) De Bruyne 14e · ( De Bruyne) Haaland 16e · Haaland 88e                                                                                | (3 – 1) | 7e Szmodics (Jonhson ) | Etihad Stadium, Manchester | Etihad Stadium, Manchester |
| Samedi 24 août 2024 16h00 | Dias 59e · Grealish 90+5e | Rapport | 36e Morsy · 55e Szmodics · 90+4e Al-Hamadi · | Etihad Stadium, Manchester | Etihad Stadium, Manchester |
| Samedi 24 août 2024 16h00 | Ederson – Dias, Gvardiol, Akanji – Kovačić ( 50e Stones), De Bruyne ( 90e Nunes), Silva, Lewis – Haaland ( 90e McAtee), Doku ( 71e Gündoğan), Savinho ( 71e Grealish) | Équipes | Murić – Davis, Woolfenden, Johnson, Greaves, Tuanzebe ( 89e Edmundson) – Morsy, Hutchinson ( 89e Chaplin), Szmodics ( 72e Harness), Luongo ( 72e Taylor) – Delap ( 83e Al-Hamadi) | Etihad Stadium, Manchester | Etihad Stadium, Manchester |

| 3e journée                | West Ham United | 1 – 3   | Manchester City |                                                |                                                |
| Samedi 31 août 2024 18h30 | Dias 19e (csc) | (1 – 2) | 10e Haaland (Silva ) · 30e Haaland (Lewis ) · 83e Haaland (Nunes )                                                                                  | Stade de Londres, Londres Spectateurs : 62 469 | Stade de Londres, Londres Spectateurs : 62 469 |
| Samedi 31 août 2024 18h30 | Emerson 61e · Kilman 63e · Rodríguez 76e | Rapport | 44e De Bruyne · 90+1e Akanji · | Stade de Londres, Londres Spectateurs : 62 469 | Stade de Londres, Londres Spectateurs : 62 469 |
| Samedi 31 août 2024 18h30 | Areola ( 46e Fabiański ) – Mavropános, Kilman, Wan-Bissaka, Emerson ( 71e Coufal) – Paquetá, Kudus, Álvarez ( 77e Souček), Bowen ( 86e Summerville), Rodríguez – Antonio ( 71e Füllkrug) | Équipes | Ederson – Dias, Gvardiol ( 88e Walker), Akanji – Kovačić, De Bruyne ( 88e Aké), Silva, Lewis – Haaland, Grealish ( 72e Nunes), Doku ( 68e Gündoğan) | Stade de Londres, Londres Spectateurs : 62 469 | Stade de Londres, Londres Spectateurs : 62 469 |

##### Septembre
| 4e journée                     | Manchester City | 2 – 1   | Brentford |                            |                            |
| Samedi 14 septembre 2024 16h00 | Haaland 19e · ( Ederson) Haaland 32e | (2 – 1) | 1re Wissa | Etihad Stadium, Manchester | Etihad Stadium, Manchester |
| Samedi 14 septembre 2024 16h00 | Kovačić 42e · Savinho 47e · Stones 79e | Rapport | 82e Collins · | Etihad Stadium, Manchester | Etihad Stadium, Manchester |
| Samedi 14 septembre 2024 16h00 | Ederson – Walker, Stones ( 84e Dias), Akanji, Lewis ( 46e Gvardiol) – Kovačić ( 46e Rodri), Grealish ( 84e Silva), De Bruyne, Gündoğan, Savinho ( 90+2e Nunes) – Haaland | Équipes | Flekken – Van den Berg, Pinnock, Ajer ( 72e Roeslev), Collins, Lewis-Potter – Nørgaard, Damsgaad ( 84e Yarmolyuk), Janelt ( 72e Carvalho) – Wissa ( 45+1e Schade), Mbeumo | Etihad Stadium, Manchester | Etihad Stadium, Manchester |

| 5e journée                       | Manchester City | 2 – 2   | Arsenal |                                                 |                                                 |
| Dimanche 22 septembre 2024 17h30 | ( Savinho) Haaland 9e · Stones 90+8e | (1 – 2) | 22e Calafiori (Martinelli ) · 45+1e Gabriel (Saka ) | Etihad Stadium, Manchester Spectateurs : 52 846 | Etihad Stadium, Manchester Spectateurs : 52 846 |
| Dimanche 22 septembre 2024 17h30 | Ederson 23e · Dias 45+1e · Silva 90+1e | Rapport | 34e, 45+8e Trossard · 45+7e Partey · 65e Lewis-Skelly · 83e Rice · 90+6e Jesus ·                                                                             | Etihad Stadium, Manchester Spectateurs : 52 846 | Etihad Stadium, Manchester Spectateurs : 52 846 |
| Dimanche 22 septembre 2024 17h30 | Ederson – Walker ( 78e Stones), Dias, Gvardiol, Akanji – Rodri ( 21e Kovačić), Gündoğan, Silva – Haaland, Doku ( 70e Foden), Savinho ( 78e Grealish) | Équipes | Raya – Saliba, Gabriel, Timber ( 90+2e Lewis-Skelly), Calafiori ( 74e Kiwior) – Partey, Saka ( 46e White), Martinelli ( 87e Jesus), Rice – Trossard, Havertz | Etihad Stadium, Manchester Spectateurs : 52 846 | Etihad Stadium, Manchester Spectateurs : 52 846 |

| 6e journée                     | Newcastle United | 1 – 1   | Manchester City |                                                          |                                                          |
| Samedi 28 septembre 2024 13h30 | Gordon 58e (pen.) | (0 – 1) | 35e Gvardiol (Grealish ) | St James' Park, Newcastle upon Tyne Spectateurs : 52 248 | St James' Park, Newcastle upon Tyne Spectateurs : 52 248 |
| Samedi 28 septembre 2024 13h30 | Schär 26e · Guimarães 32e · Tonali 62e · Joelinton 63e                                                                                       | Rapport | 56e Ederson · 60e Kovačić · 62e Grealish · 90e Dias ·                                                                                  | St James' Park, Newcastle upon Tyne Spectateurs : 52 248 | St James' Park, Newcastle upon Tyne Spectateurs : 52 248 |
| Samedi 28 septembre 2024 13h30 | Pope – Trippier ( 78e Livramento), Schär, Hall, Burn – Joelinton, Tonali ( 78e Longstaff), Guimarães – Gordon, Barnes ( 77e Willock), Murphy | Équipes | Ederson – Walker, Dias, Gvardiol, Akanji – Kovačić, Grealish ( 81e Doku), Gündoğan ( 66e Foden), Silva, Lewis ( 81e Savinho) – Haaland | St James' Park, Newcastle upon Tyne Spectateurs : 52 248 | St James' Park, Newcastle upon Tyne Spectateurs : 52 248 |

##### Octobre
| 7e journée                  | Manchester City | 3 – 2   | Fulham |                                                 |                                                 |
| Samedi 5 octobre 2024 16h00 | Kovačić 32e · ( Silva) Kovačić 47e · ( Lewis) Doku 82e                                                                                             | (1 – 1) | 26e Pereira (Jiménez ) · 88e Muniz (Nelson ) | Etihad Stadium, Manchester Spectateurs : 55 017 | Etihad Stadium, Manchester Spectateurs : 55 017 |
| Samedi 5 octobre 2024 16h00 | Ederson 90+3e · Silva 90+5e | Rapport | 64e Bassey · | Etihad Stadium, Manchester Spectateurs : 55 017 | Etihad Stadium, Manchester Spectateurs : 55 017 |
| Samedi 5 octobre 2024 16h00 | Ederson – Dias, Gvardiol, Akanji ( 62e Walker), Lewis – Kovačić, Grealish ( 62e Doku), Gündoğan ( 89e Nunes), Silva, Foden ( 78e Stones) – Haaland | Équipes | Leno – Tete ( 77e Castagne), Bassey, Andersen, Iwobi ( 77e Nelson), Robinson – Traoré, Berge ( 65e Cairney), Pereira ( 65e Smith-Rowe), Lukić – Jiménez ( 77e Muniz) | Etihad Stadium, Manchester Spectateurs : 55 017 | Etihad Stadium, Manchester Spectateurs : 55 017 |

| 8e journée                     | Wolverhampton Wanderers | 1 – 2   | Manchester City |                                                      |                                                      |
| Dimanche 20 octobre 2024 15h00 | ( Semedo) Strand Larsen 7e | (1 – 1) | 33e Gvardiol (Doku ) · 90+5e Stones (Foden )                                                                                          | Molineux Stadium, Wolverhampton Spectateurs : 31 319 | Molineux Stadium, Wolverhampton Spectateurs : 31 319 |
| Dimanche 20 octobre 2024 15h00 | Toti 14e · Semedo 20e · J. Gomes 63e · Sarabia 90+8e | Rapport | 39e Savinho · | Molineux Stadium, Wolverhampton Spectateurs : 31 319 | Molineux Stadium, Wolverhampton Spectateurs : 31 319 |
| Dimanche 20 octobre 2024 15h00 | Sá – Bueno, Dawson, Toti – Aït-Nouri, Lemina, Trindade ( 46e Doyle), J. Gomes ( 90e Bellegarde), Semedo – Strand Larsen ( 80e Guedes), Cunha ( 67e Forbs) | Équipes | Ederson – Dias, Stones, Gvardiol, Lewis – Kovačić ( 86e Nunes), Doku ( 66e Foden), Gündoğan, Silva, Savinho ( 73e Grealish) – Haaland | Molineux Stadium, Wolverhampton Spectateurs : 31 319 | Molineux Stadium, Wolverhampton Spectateurs : 31 319 |

| 9e journée                   | Manchester City | 1 – 0   | Southampton |                                                 |                                                 |
| Samedi 26 octobre 2024 16h00 | ( Nunes) Haaland 5e | (1 – 0) | | Etihad Stadium, Manchester Spectateurs : 52 844 | Etihad Stadium, Manchester Spectateurs : 52 844 |
| Samedi 26 octobre 2024 16h00 | Kovačić 88e | Rapport | 42e Downes · 48e Armstrong · 56e Lallana · | Etihad Stadium, Manchester Spectateurs : 52 844 | Etihad Stadium, Manchester Spectateurs : 52 844 |
| Samedi 26 octobre 2024 16h00 | Ederson – Dias, Gvardiol, Akanji, Lewis ( 90+7e Stones) – Kovačić, Silva, Savinho, Nunes ( 86e Gündoğan), Foden – Haaland | Équipes | Ramsdale – Walker-Peters, Manning ( 77e Bree), Harwood-Bellis, Bednarek, Stephens – Downes ( 87e Sulemana), Lallana ( 60e Aribo), Fernandes, Dibling ( 46e Armstrong) – Acher ( 87e Onuachu) | Etihad Stadium, Manchester Spectateurs : 52 844 | Etihad Stadium, Manchester Spectateurs : 52 844 |

##### Novembre
| 10e journée                  | AFC Bournemouth | 2 – 1   | Manchester City |                                                    |                                                    |
| Samedi 2 novembre 2024 16h00 | ( Kerkez) Semenyo 9e · ( Kerkez) Evanílson 64e | (1 – 0) | 82e Gvardiol (Gündoğan )                                                                                            | Vitality Stadium, Bournemouth Spectateurs : 11 231 | Vitality Stadium, Bournemouth Spectateurs : 11 231 |
| Samedi 2 novembre 2024 16h00 | Christie 9e · Adams 90+1e | Rapport | 71e Walker · | Vitality Stadium, Bournemouth Spectateurs : 11 231 | Vitality Stadium, Bournemouth Spectateurs : 11 231 |
| Samedi 2 novembre 2024 16h00 | Travers – Kerkez, Senesi, Smith, Zabarnyi – Cook, Christie ( 66e Adams), Tavernier ( 90e Huijsen), Kluivert ( 78e Ünal), Semenyo – Evanílson ( 78e Brooks) | Équipes | Ederson – Walker, Aké ( 73e Lewis), Gvardiol, Akanji – Kovačić, Gündoğan ( 85e Doku), Silva, Nunes, Foden – Haaland | Vitality Stadium, Bournemouth Spectateurs : 11 231 | Vitality Stadium, Bournemouth Spectateurs : 11 231 |

| 11e journée                  | Brighton & Hove Albion | 2 – 1   | Manchester City |                                           |                                           |
| Samedi 9 novembre 2024 18h30 | Pedro 78e · ( Pedro) O'Riley 83e | (0 – 1) | 23e Haaland | AMEX Stadium, Falmer Spectateurs : 31 715 | AMEX Stadium, Falmer Spectateurs : 31 715 |
| Samedi 9 novembre 2024 18h30 | Ayari 19e · Julio 44e · Paul van Hecke 90+10e | Rapport | 37e Lewis · 77e Simpson-Pusey · 90+10e Haaland ·                                                                                            | AMEX Stadium, Falmer Spectateurs : 31 715 | AMEX Stadium, Falmer Spectateurs : 31 715 |
| Samedi 9 novembre 2024 18h30 | Verbruggen – Julio, Paul van Hecke, Estupiñán, Veltman – Adingra ( 65e Pedro), Mitoma ( 90e Moder), Ayari ( 46e Baleba), Hinshelwood ( 57e O'Riley) – Rutter ( 66e Gruda), Welbeck | Équipes | Ederson – Walker, Gvardiol, Simpson-Pusey, Lewis, Akanji – Kovačić, Gündoğan ( 72e Silva), Savinho ( 74e De Bruyne), Nunes, Foden – Haaland | AMEX Stadium, Falmer Spectateurs : 31 715 | AMEX Stadium, Falmer Spectateurs : 31 715 |

| 12e journée                   | Manchester City | 0 – 4   | Tottenham Hotspur |                                                 |                                                 |
| Samedi 23 novembre 2024 18h30 | | (0 – 2) | 13e Maddison (Kulusevski ) · 20e Maddison (Son ) · 52e Porro (Solanke ) · 90+3e Johnson (Werner )                                                          | Etihad Stadium, Manchester Spectateurs : 52 478 | Etihad Stadium, Manchester Spectateurs : 52 478 |
| Samedi 23 novembre 2024 18h30 | Lewis 55e · Silva 78e · De Bruyne 80e · Akanji 90+2e                                                                                      | Rapport | 1e Bissouma · 80e Sarr · | Etihad Stadium, Manchester Spectateurs : 52 478 | Etihad Stadium, Manchester Spectateurs : 52 478 |
| Samedi 23 novembre 2024 18h30 | Ederson – Walker, Stones ( 46e Aké), Gvardiol, Akanji – Gündoğan, Silva, Lewis ( 74e Grealish) – Haaland, Savinho ( 74e De Bruyne), Foden | Équipes | Vicario – Drăgușin, Udogie ( 90e Spence), Porro, Davies – Bissouma, Maddison ( 89e Werner), Sarr ( 90e Bergvall) – Son ( 63e Johnson), Solanke, Kulusevski | Etihad Stadium, Manchester Spectateurs : 52 478 | Etihad Stadium, Manchester Spectateurs : 52 478 |

| 13e journée                      | Liverpool | 2 – 0   | Manchester City |                                         |                                         |
| Dimanche 1er décembre 2024 17h00 | ( Salah) Gakpo 12e · Salah 78e (pen.) | (1 – 1) | | Anfield, Liverpool Spectateurs : 60 248 | Anfield, Liverpool Spectateurs : 60 248 |
| Dimanche 1er décembre 2024 17h00 | Gravenberch 36e | Rapport | 24e Nunes · 32e Foden · 45+1e Akanji · | Anfield, Liverpool Spectateurs : 60 248 | Anfield, Liverpool Spectateurs : 60 248 |
| Dimanche 1er décembre 2024 17h00 | Kelleher – Gomez, Van Dijk, Robertson, Alexander-Arnold ( 73e Quansah) – Szoboszlai, Mac Allister, Salah ( 84e Jones), Gakpo ( 73e Núñez), Gravenberch – Díaz ( 90+1e Elliott) | Équipes | Ortega – Walker, Dias, Aké, Akanji – Gündoğan ( 58e Savinho), Silva, Nunes ( 57e Doku), Foden ( 79e De Bruyne), Lewis ( 79e Grealish) – Haaland | Anfield, Liverpool Spectateurs : 60 248 | Anfield, Liverpool Spectateurs : 60 248 |

##### Décembre
| 14e journée                    | Manchester City | 3 – 0   | Nottingham Forest |                                                 |                                                 |
| Mercredi 4 décembre 2024 20h30 | ( De Bruyne) Silva 8e · ( Doku) De Bruyne 31e · ( Haaland) Doku 57e                                                                                              | (2 – 0) | | Etihad Stadium, Manchester Spectateurs : 51 764 | Etihad Stadium, Manchester Spectateurs : 51 764 |
| Mercredi 4 décembre 2024 20h30 | Gündoğan 52e · Silva 69e | Rapport | 45+1e Domínguez · 52e Gibbs-White · 54e Murillo · 76e Milenković · | Etihad Stadium, Manchester Spectateurs : 51 764 | Etihad Stadium, Manchester Spectateurs : 51 764 |
| Mercredi 4 décembre 2024 20h30 | Ortega – Dias, Aké ( 90e McAtee), Gvardiol, Akanji ( 46e Walker) – Grealish ( 90e Nunes), Doku ( 90e Savinho), De Bruyne ( 74e Lewis), Gündoğan, Silva – Haaland | Équipes | Sels – Murillo, Moreno, Milenković, Aina ( 63e Da Silva Moreira) – Gibbs-White ( 63e Anderson), Domínguez, Jota ( 72e Sosa), Elanga, Yates ( 46e Morato) – Wood ( 62e Awoniyi) | Etihad Stadium, Manchester Spectateurs : 51 764 | Etihad Stadium, Manchester Spectateurs : 51 764 |

| 15e journée                  | Crystal Palace | 2 – 2   | Manchester City |                                             |                                             |
| Samedi 7 décembre 2024 16h00 | ( Hughes) Muñoz 4e · ( Hughes) Lacroix 56e                                                                              | (1 – 1) | 30e Haaland (Nunes ) · 68e Lewis (Silva )                                                                                 | Selhurst Park, Londres Spectateurs : 25 142 | Selhurst Park, Londres Spectateurs : 25 142 |
| Samedi 7 décembre 2024 16h00 | Nketiah 90+3e | Rapport | 70e, 84e Lewis · | Selhurst Park, Londres Spectateurs : 25 142 | Selhurst Park, Londres Spectateurs : 25 142 |
| Samedi 7 décembre 2024 16h00 | Henderson – Lacroix, Guéhi, Chalobah – Mitchell, Lerma, Muñoz, Hughes – Sarr ( 77e Nketiah), Eze ( 72e Devenny), Mateta | Équipes | Ortega – Walker, Dias, Gvardiol, Lewis – De Bruyne ( 86e Grealish), Gündoğan, Silva, Savinho ( 79e Doku), Nunes – Haaland | Selhurst Park, Londres Spectateurs : 25 142 | Selhurst Park, Londres Spectateurs : 25 142 |

| 16e journée                     | Manchester City | 1 – 2   | Manchester United |                            |                            |
| Dimanche 15 décembre 2024 17h30 | Gvardiol 36e | (1 – 0) | 88e (pen.) Fernandes · 90e Diallo (Martínez ) | Etihad Stadium, Manchester | Etihad Stadium, Manchester |
| Dimanche 15 décembre 2024 17h30 | Walker 40e | Rapport | 40e Højlund · | Etihad Stadium, Manchester | Etihad Stadium, Manchester |
| Dimanche 15 décembre 2024 17h30 | Ederson – Walker, Dias, Gvardiol, Nunes – Doku ( 77e Grealish), De Bruyne ( 68e Kovačić), Gündoğan ( 89e Savinho), Silva, Foden – Haaland | Équipes | Onana – De Ligt ( 79e Yoro), Maguire, Martínez – Mazraoui ( 78e Antony), Fernandes, Dalot, Ugarte – Mount ( 14e Mainoo), Højlund ( 78e Zirkzee), Diallo ( 90+1e Lindelöf) | Etihad Stadium, Manchester | Etihad Stadium, Manchester |

| 17e journée                   | Aston Villa | 2 – 1   | Manchester City |                                             |                                             |
| Samedi 21 décembre 2024 13h30 | ( Rogers) Durán 16e · ( McGinn) Rogers 65e                                                                       | (1 – 0) | 90+3e Foden | Villa Park, Birmingham Spectateurs : 42 345 | Villa Park, Birmingham Spectateurs : 42 345 |
| Samedi 21 décembre 2024 13h30 | Cash 37e · Martínez 45+2e · McGinn 90+4e                                                                         | Rapport | 47e Lewis · 84e Gvardiol · 87e Grealish ·                                                                                               | Villa Park, Birmingham Spectateurs : 42 345 | Villa Park, Birmingham Spectateurs : 42 345 |
| Samedi 21 décembre 2024 13h30 | Martínez – Cash, Konsa, Digne, Torres – McGinn, Tielemans, Onana ( 90+1e Buendía), Kamara – Durán ( 80e Watkins) | Équipes | Ortega – Stones ( 46e Walker), Gvardiol, Akanji, Lewis – Kovačić ( 84e Doku), Grealish, Gündoğan ( 73e Savinho), Silva, Foden – Haaland | Villa Park, Birmingham Spectateurs : 42 345 | Villa Park, Birmingham Spectateurs : 42 345 |

| 18e journée                  | Manchester City | 1 – 1   | Everton |                            |                            |
| Jeudi 26 décembre 2024 13h30 | ( Doku) Silva 14e | (1 – 1) | 36e Ndiaye | Etihad Stadium, Manchester | Etihad Stadium, Manchester |
| Jeudi 26 décembre 2024 13h30 | Foden 90+4e | Rapport | 42e Mykolenko · 52e Coleman · 79e Mangala · 87e Branthwaite · | Etihad Stadium, Manchester | Etihad Stadium, Manchester |
| Jeudi 26 décembre 2024 13h30 | Ortega – Aké ( 85e Simpson-Pusey), Gvardiol, Akanji, Lewis – Kovačić ( 85e Gündoğan), Doku ( 75e De Bruyne), Silva, Savinho, Foden – Haaland | Équipes | Pickford – Tarkowski, Mykolenko, Coleman ( 90e Patterson), Branthwaite – Mangala, Doucouré, Gueye – Calvert-Lewin ( 70e Broja), Ndiaye ( 81e Lindstrøm), Harrison | Etihad Stadium, Manchester | Etihad Stadium, Manchester |

| 19e journée                    | Leicester City | 0 – 2   | Manchester City |                               |                               |
| Dimanche 29 décemre 2024 15h30 | | (0 – 1) | 21e Savinho · 74e Haaland (Savinho )                                                                                    | King Power Stadium, Leicester | King Power Stadium, Leicester |
| Dimanche 29 décemre 2024 15h30 | Soumaré 56e · El Khannouss 65e | Rapport | 78e Ortega · | King Power Stadium, Leicester | King Power Stadium, Leicester |
| Dimanche 29 décemre 2024 15h30 | Stolarczyk – Justin ( 70e Choudhury), Coady ( 85e Okoli), Kristiansen, Vestergaard – Winks ( 85e Daka), Mavididi ( 90e Alves), El Khannous, Soumaré – Vardy | Équipes | Ortega – Aké ( 70e Walker), Gvardiol, Akanji, Lewis – Kovačić, De Bruyne, Silva, Savinho, Foden ( 66e McAtee) – Haaland | King Power Stadium, Leicester | King Power Stadium, Leicester |

##### Janvier
| 20e journée                 | Manchester City | 4 – 1   | West Ham United |                            |                            |
| Samedi 4 janvier 2025 16h00 | Coufal 10e (csc) · ( Savinho) Haaland 42e · ( Savinho) Haaland 55e · ( De Bruyne) Foden 58e                                                             | (2 – 0) | 71e Füllkrug (Souček ) | Etihad Stadium, Manchester | Etihad Stadium, Manchester |
| Samedi 4 janvier 2025 16h00 | Kovačić 28e · Walker 64e | Rapport | 14e Füllkrug · | Etihad Stadium, Manchester | Etihad Stadium, Manchester |
| Samedi 4 janvier 2025 16h00 | Ortega – Aké ( 61e Walker), Gvardiol, Akanji, Lewis – Kovačić ( 61e Gündoğan), De Bruyne, Silva, Savinho ( 80e McAtee), Foden – Haaland ( 84e Grealish) | Équipes | Areola – Coufal, Todibo ( 53e Mavropános), Kilman, Wan-Bissaka – Summerville, Paquetá, Kudus ( 72e Guilherme), Álvarez ( 87e Ings), Souček – Füllkrug | Etihad Stadium, Manchester | Etihad Stadium, Manchester |

| 21e journée                 | Brentford | 2 – 2   | Manchester City |                                                         |                                                         |
| Mardi 14 janvier 2025 20h30 | ( Roerslev) Wissa 82e · ( Lewis-Potter) Nørgaard 90+2e | (0 – 0) | 66e Foden (De Bruyne ) · 78e Foden                                                                                        | Gtech Community Stadium, Brentford Spectateurs : 17 048 | Gtech Community Stadium, Brentford Spectateurs : 17 048 |
| Mardi 14 janvier 2025 20h30 | Rapport |         | | Gtech Community Stadium, Brentford Spectateurs : 17 048 | Gtech Community Stadium, Brentford Spectateurs : 17 048 |
| Mardi 14 janvier 2025 20h30 | Flekken – Van den Berg, Collins, Lewis-Potter, Roerslev ( 87e Henry) – Nørgaard, Jensen ( 68e Schade), Janelt ( 79e Yarmolyuk) – Wissa, Mbeumo, Damsgaard | Équipes | Ortega – Aké, Gvardiol, Akanji, Nunes – Kovačić ( 76e Gündoğan), De Bruyne, Silva, Savinho, Foden ( 87e McAtee) – Haaland | Gtech Community Stadium, Brentford Spectateurs : 17 048 | Gtech Community Stadium, Brentford Spectateurs : 17 048 |

| 22e journée                    | Ipswich Town | 0 – 6   | Manchester City |                                            |                                            |
| Dimanche 19 janvier 2025 17h30 | | (0 – 3) | 27e Foden · 30e Kovačić (Foden ) · 42e Foden (De Bruyne ) · 49e Doku (De Bruyne ) · 57e Haaland (Doku ) · 69e McAtee (Kovačić )                                        | Portman Road, Ipswich Spectateurs : 29 841 | Portman Road, Ipswich Spectateurs : 29 841 |
| Dimanche 19 janvier 2025 17h30 | | Rapport | 79e Nunes · | Portman Road, Ipswich Spectateurs : 29 841 | Portman Road, Ipswich Spectateurs : 29 841 |
| Dimanche 19 janvier 2025 17h30 | Walton – Davis, Burgess, Johnson, O'Shea, Godfrey ( 64e Tuanzebe) – Morsy, Cajuste ( 64e Luongo), Hutchinson ( 73e Taylor), Clarke ( 64e Philogene) – Delap ( 73e Hirst) | Équipes | Ederson – Dias, Gvardiol, Akanji ( 72e O'Reilly), Nunes – Kovačić ( 72e Lewis), Doku, De Bruyne ( 63e McAtee), Gündoğan, Foden ( 63e Grealish) – Haaland ( 63e Mubama) | Portman Road, Ipswich Spectateurs : 29 841 | Portman Road, Ipswich Spectateurs : 29 841 |

| 23e journée                  | Manchester City | 3 – 1   | Chelsea |                            |                            |
| Samedi 25 janvier 2025 18h30 | ( Nunes) Gvardiol 42e · ( Ederson) Haaland 68e · ( Haaland) Foden 87e                                                            | (1 – 1) | 3e Madueke (Jackson ) | Etihad Stadium, Manchester | Etihad Stadium, Manchester |
| Samedi 25 janvier 2025 18h30 | Khusanov 4e · Silva 79e · Kovačić 83e                                                                                            | Rapport | 25e Colwill · 58e Caicedo · | Etihad Stadium, Manchester | Etihad Stadium, Manchester |
| Samedi 25 janvier 2025 18h30 | Ederson – Gvardiol, Akanji, Nunes, Khusanov ( 54e Stones) – Kovačić, Gündoğan, Silva – Marmoush ( 74e De Bruyne), Haaland, Foden | Équipes | Sánchez – Cucurella, Colwill, Chalobah, James ( 73e Gusto) – Fernández, Madueke, Sancho ( 73e Neto), Palmer, Caicedo – Jackson ( 61e Nkunku) | Etihad Stadium, Manchester | Etihad Stadium, Manchester |

##### Février
| 24e journée                   | Arsenal | 5 – 1   | Manchester City |                                                |                                                |
| Dimanche 2 février 2025 17h30 | ( Havertz) Ødegaard 2e · Partey 56e · ( Rice) Lewis-Skelly 62e · ( Martinelli) Havertz 76e · ( Rice) Nwaneri 90+3e                                                  | (1 – 0) | 55e Haaland (Savinho ) | Emirates Stadium, Londres Spectateurs : 60 355 | Emirates Stadium, Londres Spectateurs : 60 355 |
| Dimanche 2 février 2025 17h30 | Timber 25e · Ødegaard 71e | Rapport | | Emirates Stadium, Londres Spectateurs : 60 355 | Emirates Stadium, Londres Spectateurs : 60 355 |
| Dimanche 2 février 2025 17h30 | Raya – Saliba, Gabriel, Timber, Lewis-Skelly ( 90e Calafiori) – Partey, Ødegaard ( 84e Merino), Rice – Martinelli, Trossard ( 84e Nwaneri), Havertz ( 90e Sterling) | Équipes | Ortega – Stones, Gvardiol, Akanji, Nunes – Marmoush ( 72e De Bruyne), Kovačić, Silva, Savinho, Foden ( 72e McAtee) – Haaland | Emirates Stadium, Londres Spectateurs : 60 355 | Emirates Stadium, Londres Spectateurs : 60 355 |

| 25e journée                  | Manchester City | 4 – 0   | Newcastle United |                            |                            |
| Samedi 15 février 2025 16h00 | ( Ederson) Marmoush 19e · ( Gündoğan) Marmoush 24e · ( Savinho) Marmoush 33e · ( Haaland) McAtee 84e                                                                       | (3 – 0) | | Etihad Stadium, Manchester | Etihad Stadium, Manchester |
| Samedi 15 février 2025 16h00 | | Rapport | 50e Guimarães · | Etihad Stadium, Manchester | Etihad Stadium, Manchester |
| Samedi 15 février 2025 16h00 | Ederson – Stones, Gvardiol ( 87e O'Reilly), Khusanov, Lewis – Marmoush ( 76e Doku), González, Gündoğan ( 87e Kovačić), Savinho, Foden ( 76e McAtee) – Haaland ( 87e Nunes) | Équipes | Dúbravka – Trippier ( 46e Livramento), Schär, Hall, Burn – Tonali, Willock ( 46e Miley), Guimarães ( 72e Longstaff) – Gordon ( 73e Wilson), Isak ( 90e Krafth), Murphy | Etihad Stadium, Manchester | Etihad Stadium, Manchester |

| 26e journée                    | Manchester City | 0 – 2   | Liverpool |                            |                            |
| Dimanche 23 février 2025 17h30 | | (0 – 2) | 14e Salah (Szoboszlai ) · 37e Szoboszlai (Salah ) | Etihad Stadium, Manchester | Etihad Stadium, Manchester |
| Dimanche 23 février 2025 17h30 | Rapport |         | | Etihad Stadium, Manchester | Etihad Stadium, Manchester |
| Dimanche 23 février 2025 17h30 | Ederson – Aké ( 77e Dias), Gvardiol, Khusanov, Lewis – Marmoush ( 77e Gündoğan), Doku, González ( 78e Kovačić), De Bruyne ( 66e McAtee), Savinho – Foden | Équipes | Alisson – Van Dijk, Konaté, Robertson ( 74e Tsimíkas), Alexander-Arnold ( 90+2e Quansah) – Díaz ( 79e Gakpo), Mac Allister, Salah ( 90+1e Elliott), Gravenberch – Szoboszlai, Jones ( 73e Endō) | Etihad Stadium, Manchester | Etihad Stadium, Manchester |

| 27e journée                    | Tottenham Hotspur | 0 – 1   | Manchester City |                                                         |                                                         |
| Mercredi 26 février 2025 20h30 | | (0 – 1) | 12e Haaland | Tottenham Hotspur Stadium, Londres Spectateurs : 60 820 | Tottenham Hotspur Stadium, Londres Spectateurs : 60 820 |
| Mercredi 26 février 2025 20h30 | Bentancur 31e · Maddison 57e · Sarr 87e | Rapport | | Tottenham Hotspur Stadium, Londres Spectateurs : 60 820 | Tottenham Hotspur Stadium, Londres Spectateurs : 60 820 |
| Mercredi 26 février 2025 20h30 | Vicario – Danso, Udogie ( 67e Spence), Gray, Porro – Maddison ( 82e Werner), Bergvall, Bentancur ( 67e Sarr) – Tel ( 66e Kulusevski), Johnson, Odobert ( 67e Son) | Équipes | Ederson – Dias, Gvardiol, Nunes, Khusanov – Marmoush ( 74e Foden), Kovačić ( 90+4e Gündoğan), Doku ( 90+2e Grealish), González ( 74e Silva), Savinho ( 90e McAtee) – Haaland | Tottenham Hotspur Stadium, Londres Spectateurs : 60 820 | Tottenham Hotspur Stadium, Londres Spectateurs : 60 820 |

##### Mars
| 28e journée              | Nottingham Forest | 1 – 0   | Manchester City |                                                  |                                                  |
| Samedi 8 mars 2025 13h30 | ( Gibbs-White) Hudson-Odoi 83e | (0 – 0) | | City Ground, West Bridgford Spectateurs : 30 252 | City Ground, West Bridgford Spectateurs : 30 252 |
| Samedi 8 mars 2025 13h30 | Gibbs-White 27e · Yates 76e · Hudson-Odoi 84e | Rapport | 32e González · 56e Nunes · | City Ground, West Bridgford Spectateurs : 30 252 | City Ground, West Bridgford Spectateurs : 30 252 |
| Samedi 8 mars 2025 13h30 | Sels – Murillo, Williams, Milenković, Aina – Anderson, Gibbs-White, Hudson-Odoi ( 87e Morato), Domínguez ( 69e Yates), Elanga ( 80e Sangaré) – Wood ( 87e Awoniyi) | Équipes | Ederson – Dias, Gvardiol, Nunes ( 61e Lewis), Khusanov – Doku, González ( 61e Kovačić), Silva, Savinho ( 69e Marmoush), Foden ( 69e De Bruyne) – Haaland | City Ground, West Bridgford Spectateurs : 30 252 | City Ground, West Bridgford Spectateurs : 30 252 |

| 29e journée               | Manchester City | 2 – 2   | Brighton & Hove Albion |                            |                            |
| Samedi 15 mars 2025 16h00 | Haaland 11e (pen.) · ( Gündoğan) Marmoush 39e                                                                                            | (2 – 1) | 21e Estupiñán · 48e (csc) Khusanov | Etihad Stadium, Manchester | Etihad Stadium, Manchester |
| Samedi 15 mars 2025 16h00 | Savinho 15e · Doku 61e | Rapport | 10e Pedro · 18e Mitoma · 26e Baleba · 89e Wieffer · 90e Verbruggen · | Etihad Stadium, Manchester | Etihad Stadium, Manchester |
| Samedi 15 mars 2025 16h00 | Ortega – Dias, Gvardiol, Khusanov, Lewis – Marmoush ( 86e De Bruyne), Doku, González, Gündoğan, Savinho ( 58e Silva 76e Foden) – Haaland | Équipes | Verbruggen – Webster, Paul van Hecke, Estupiñán, Hinshelwood – Rutter ( 75e Welbeck), Minteh ( 83e Gruda), Baleba ( 87e Wieffer), Mitoma ( 83e Adingra), Gómez ( 75e Ayari) – Pedro | Etihad Stadium, Manchester | Etihad Stadium, Manchester |

##### Avril
| 30e journée                 | Manchester City | 2 – 0   | Leicester City |                                                 |                                                 |
| Mercredi 2 avril 2024 20h45 | ( Savinho) Grealish 2e · Marmoush 29e | (2 – 0) | | Etihad Stadium, Manchester Spectateurs : 51 983 | Etihad Stadium, Manchester Spectateurs : 51 983 |
| Mercredi 2 avril 2024 20h45 | González 80e | Rapport | 34e Vardy · 71e Justin · 77e Thomas · 89e Skipp · | Etihad Stadium, Manchester Spectateurs : 51 983 | Etihad Stadium, Manchester Spectateurs : 51 983 |
| Mercredi 2 avril 2024 20h45 | Ederson – Dias, Gvardiol ( 90+2e Reis), Nunes, O'Reilly – Grealish, Doku ( 78e McAtee), González, Gündoğan ( 90+1e Lewis), Savinho ( 85e Bobb) – Marmoush | Équipes | Hermansen – Faes, Coady, Thomas – Justin, Ndidi, Kristiansen ( 60e Okoli), Soumaré ( 76e Pereira) – Vardy ( 46e Skipp), El Khannouss ( 60e Buonanotte), Daka ( 80e Ayew) | Etihad Stadium, Manchester Spectateurs : 51 983 | Etihad Stadium, Manchester Spectateurs : 51 983 |

| 31e journée                 | Manchester United | 0 – 0   | Manchester City |                                               |                                               |
| Dimanche 6 avril 2025 17h30 | | (0 – 0) | | Old Trafford, Manchester Spectateurs : 73 738 | Old Trafford, Manchester Spectateurs : 73 738 |
| Dimanche 6 avril 2025 17h30 | Dalot 67e · Mount 76e · Yoro 84e | Rapport | 1e Dias · 46e Silva · | Old Trafford, Manchester Spectateurs : 73 738 | Old Trafford, Manchester Spectateurs : 73 738 |
| Dimanche 6 avril 2025 17h30 | Onana – Mazraoui, Maguire ( 58e Lindelöf), Yoro – Dorgu, Casemiro, Dalot, Ugarte ( 71e Mount) – Fernandes, Højlund ( 71e Zirkzee), Garnacho | Équipes | Ederson – Dias, Gvardiol, Nunes, O'Reilly ( 74e Lewis) – Kovačić, De Bruyne, Gündoğan ( 74e Grealish), Silva – Marmoush, Foden ( 57e Doku) | Old Trafford, Manchester Spectateurs : 73 738 | Old Trafford, Manchester Spectateurs : 73 738 |

| 32e journée                | Manchester City | 5 – 2   | Crystal Palace |                                                 |                                                 |
| Samedi 12 avril 2025 13h30 | De Bruyne 33e · ( Gündoğan) Marmoush 36e · ( De Bruyne) Kovačić 47e · ( Ederson) McAtee 56e · O'Reilly 79e                                                                  | (2 – 2) | 8e Eze (Sarr ) · 21e Richards (Wharton ) | Etihad Stadium, Manchester Spectateurs : 52 489 | Etihad Stadium, Manchester Spectateurs : 52 489 |
| Samedi 12 avril 2025 13h30 | González 40e · McAtee 68e | Rapport | 31e Kamada · 54e Lacroix · 90+4e Lerma · | Etihad Stadium, Manchester Spectateurs : 52 489 | Etihad Stadium, Manchester Spectateurs : 52 489 |
| Samedi 12 avril 2025 13h30 | Ederson ( 71e Ortega ) – Dias, Gvardiol, O'Reilly, Lewis – Marmoush ( 82e Bobb), Kovačić ( 87e Grealish), González, Gündoğan, McAtee ( 82e Savinho) – De Bruyne ( 87e Doku) | Équipes | Henderson – Lacroix ( 63e Clyne), Lerma, Richards – Mitchell ( 63e Chilwell), Muñoz, Kamada, Wharton ( 80e Devenny) – Sarr, Eze ( 80e França), Mateta ( 46e Hughes) | Etihad Stadium, Manchester Spectateurs : 52 489 | Etihad Stadium, Manchester Spectateurs : 52 489 |

| 33e journée                | Everton | 0 – 2   | Manchester City |                                               |                                               |
| Samedi 19 avril 2025 16h00 | | (0 – 0) | 84e O'Reilly (Nunes ) · 90+2e Kovačić (Gündoğan )                                                                                            | Goodison Park, Liverpool Spectateurs : 39 332 | Goodison Park, Liverpool Spectateurs : 39 332 |
| Samedi 19 avril 2025 16h00 | Keane 55e · Gueye 62e · Iroegbunam 86e · Pickford 90+1e | Rapport | | Goodison Park, Liverpool Spectateurs : 39 332 | Goodison Park, Liverpool Spectateurs : 39 332 |
| Samedi 19 avril 2025 16h00 | Pickford – Tarkowski ( 52e Keane), O'Brien, Mykolenko, Branthwaite – Ndiaye ( 79e Alcaraz), Harrison ( 79e McNeil), Doucouré, Gueye ( 79e Iroegbunam), Garner – Broja ( 63e Beto) | Équipes | Ortega – Dias, Gvardiol, Nunes, O'Reilly – González ( 78e Kovačić), De Bruyne ( 88e Akanji), Gündoğan, Silva, Savinho ( 78e Doku) – Marmoush | Goodison Park, Liverpool Spectateurs : 39 332 | Goodison Park, Liverpool Spectateurs : 39 332 |

| 34e journée               | Manchester City | 2 – 1   | Aston Villa |                                                 |                                                 |
| Mardi 22 avril 2025 21h00 | Silva 7e · ( Doku) Nunes 90+4e                                                                                                | (1 – 1) | 18e (pen.) Rashford | Etihad Stadium, Manchester Spectateurs : 52 192 | Etihad Stadium, Manchester Spectateurs : 52 192 |
| Mardi 22 avril 2025 21h00 | Gvardiol 70e · Nunes 77e · Silva 86e                                                                                          | Rapport | 35e Digne · 50e Rogers · 85e Watkins · | Etihad Stadium, Manchester Spectateurs : 52 192 | Etihad Stadium, Manchester Spectateurs : 52 192 |
| Mardi 22 avril 2025 21h00 | Ortega – Dias, Gvardiol, Nunes, O'Reilly – Marmoush, Kovačić, Gündoğan, Silva, McAtee ( 74e Doku) – De Bruyne ( 90+6e Akanji) | Équipes | Martínez – Cash ( 61e Disasi), Konsa, Digne, Torres – Tielemans, Onana ( 76e Asensio), Rogers ( 86e Malen), Ramsey ( 61e McGinn), Kamara – Rashford ( 76e Watkins) | Etihad Stadium, Manchester Spectateurs : 52 192 | Etihad Stadium, Manchester Spectateurs : 52 192 |

##### Mai
| 35e journée               | Manchester City | 1 – 0   | Wolverhampton Wanderers |                                                     |                                                     |
| Vendredi 2 mai 2025 21h00 | ( Doku) De Bruyne 35e | (1 – 0) | | St Mary's Stadium, Southampton Spectateurs : 53 282 | St Mary's Stadium, Southampton Spectateurs : 53 282 |
| Vendredi 2 mai 2025 21h00 | Rapport |         | | St Mary's Stadium, Southampton Spectateurs : 53 282 | St Mary's Stadium, Southampton Spectateurs : 53 282 |
| Vendredi 2 mai 2025 21h00 | Ederson – Dias, Gvardiol, Nunes, O'Reilly ( 58e Akanji) – Marmoush ( 83e Lewis), Kovačić ( 90+3e González), Doku, Gündoğan ( 84e McAtee), Silva – De Bruyne ( 84e Foden) | Équipes | Sá – Doherty ( 65e Sarabia), Agbadou, Toti – Aït-Nouri, André ( 80e Guedes), J. Gomes, Semedo ( 86e Bueno) – Munetsi, Cunha ( 85e Hwang), Bellegarde ( 66e R. Gomes) | St Mary's Stadium, Southampton Spectateurs : 53 282 | St Mary's Stadium, Southampton Spectateurs : 53 282 |

| 36e journée              | Southampton | 0 – 0   | Manchester City |                                                     |                                                     |
| Samedi 10 mai 2025 16h00 | | (0 – 0) | | St Mary's Stadium, Southampton Spectateurs : 30 937 | St Mary's Stadium, Southampton Spectateurs : 30 937 |
| Samedi 10 mai 2025 16h00 | Ugochukwu 43e · Downes 56e | Rapport | | St Mary's Stadium, Southampton Spectateurs : 30 937 | St Mary's Stadium, Southampton Spectateurs : 30 937 |
| Samedi 10 mai 2025 16h00 | Ramsdale – Harwood-Bellis, Stephens, Bednarek – Downes, Bree, Ugochukwu ( 46e Aribo), Welington ( 88e Manning) – Fernandes ( 90+3e Smallbone), Sulemana ( 88e Stewart), Dibling ( 65e Archer) | Équipes | Ederson – Dias, Gvardiol, Akanji, Lewis ( 76e O'Reilly) – Kovačić ( 84e Marmoush), De Bruyne, Silva, Foden ( 76e Savinho), McAtee ( 46e Doku) – Haaland | St Mary's Stadium, Southampton Spectateurs : 30 937 | St Mary's Stadium, Southampton Spectateurs : 30 937 |

| 37e journée             | Manchester City | 3 – 1   | AFC Bournemouth |                                                 |                                                 |
| Mardi 20 mai 2025 21h00 | ( Kovačić) Marmoush 14e · ( Gündoğan) Silva 38e · ( Nunes) González 89e | (2 – 0) | 90+6e Jebbison | Etihad Stadium, Manchester Spectateurs : 52 487 | Etihad Stadium, Manchester Spectateurs : 52 487 |
| Mardi 20 mai 2025 21h00 | Kovačić 67e · Ederson 68e | Rapport | 36e Huijsen · 44e Araujo · 73e Cook · 88e Tavernier · | Etihad Stadium, Manchester Spectateurs : 52 487 | Etihad Stadium, Manchester Spectateurs : 52 487 |
| Mardi 20 mai 2025 21h00 | Ederson – Dias, Gvardiol, Akanji, Nunes – Marmoush ( 90+1e Bobb), Kovačić, De Bruyne ( 69e González), Gündoğan ( 90+2e Doku), Silva ( 90+2e Grealish) – Haaland ( 83e Rodri) | Équipes | Kepa – Huijsen, Kerkez ( 83e Soler), Araujo ( 69e Smith), Zabarnyi – Cook, Adams, Tavernier, Kluivert ( 46e Brooks), Semenyo – Evanílson ( 83e Jebbison) | Etihad Stadium, Manchester Spectateurs : 52 487 | Etihad Stadium, Manchester Spectateurs : 52 487 |

| 38e journée                | Fulham | 0 – 2   | Manchester City |                                              |                                              |
| Dimanche 25 mai 2025 17h00 | Gündoğan 21e · Haaland 72e (pen.) | (0 – 1) | | Craven Cottage, Londres Spectateurs : 27 671 | Craven Cottage, Londres Spectateurs : 27 671 |
| Dimanche 25 mai 2025 17h00 | Rapport |         | | Craven Cottage, Londres Spectateurs : 27 671 | Craven Cottage, Londres Spectateurs : 27 671 |
| Dimanche 25 mai 2025 17h00 | Leno – Tete, Andersen, Cuenca, Robinson – Wilson ( 61e Iwobi), Cairney ( 73e King), Traoré ( 74e Sessegnon), Pereira ( 61e Smith-Rowe), Lukić ( 86e Berge) – Jiménez | Équipes | Ederson – Dias, Gvardiol, Akanji, Nunes – Marmoush ( 82e Foden), Doku ( 74e Savinho), González, Gündoğan ( 85e De Bruyne), Silva – Haaland ( 85e Echeverri) | Craven Cottage, Londres Spectateurs : 27 671 | Craven Cottage, Londres Spectateurs : 27 671 |

#### Classement
| Rang | Équipe              | Pts | J  | G  | N  | P  | Bp | Bc | Diff | Qualification ou relégation                                    |
| ---- | ------------------- | --- | -- | -- | -- | -- | -- | -- | ---- | -------------------------------------------------------------- |
| 1    | Liverpool FC        | 84  | 38 | 25 | 9  | 4  | 86 | 41 | +45  | Qualification pour la phase de ligue de la Ligue des champions |
| 2    | Arsenal FC          | 74  | 38 | 20 | 14 | 4  | 69 | 34 | +35  | Qualification pour la phase de ligue de la Ligue des champions |
| 3    | Manchester City T S | 71  | 38 | 21 | 8  | 9  | 72 | 44 | +28  | Qualification pour la phase de ligue de la Ligue des champions |
| 4    | Chelsea FC C4       | 69  | 38 | 20 | 9  | 9  | 64 | 43 | +21  | Qualification pour la phase de ligue de la Ligue des champions |
| 5    | Newcastle United L  | 66  | 38 | 20 | 6  | 12 | 68 | 47 | +21  | Qualification pour la phase de ligue de la Ligue des champions |

#### Évolution du classement par journée
| Journée     | 1  | 2  | 3  | 4  | 5  | 6  | 7  | 8  | 9  | 10 | 11 | 12 | 13  | 14 | 15 | 16 | 17  | 18  | 19  | 20  | 21  | 22  | 23  | 24  | 25  | 26  | 27  | 28  | 29  | 30  | 31  | 32  | 33  | 34  | 35  | 36  | 37  | 38  | Journées en tête | Journées relégable |
| ----------- | -- | -- | -- | -- | -- | -- | -- | -- | -- | -- | -- | -- | --- | -- | -- | -- | --- | --- | --- | --- | --- | --- | --- | --- | --- | --- | --- | --- | --- | --- | --- | --- | --- | --- | --- | --- | --- | --- | ---------------- | ------------------ |
| Rang        | 4  | 1  | 1  | 1  | 1  | 2  | 2  | 2  | 1  | 2  | 2  | 2  | 5   | 4  | 4  | 5  | 7   | 7   | 6   | 6   | 6   | 5   | 4   | 5   | 4   | 4   | 4   | 5   | 5   | 5   | 6   | 5   | 5   | 4   | 3   | 4   | 3   | 3   | 5                |                    |
| Résultat    | V  | V  | V  | V  | N  | N  | V  | V  | V  | D  | D  | D  | D   | V  | N  | D  | D   | N   | V   | V   | N   | V   | V   | D   | V   | D   | V   | D   | V   | V   | N   | V   | V   | V   | V   | N   | V   | V   | —                | —                  |
| Écart (pts) | -0 | +0 | +0 | +2 | +1 | -1 | -1 | -1 | +1 | -2 | -5 | -8 | -11 | -9 | -8 | -9 | -12 | -14 | -14 | -12 | -12 | -12 | -12 | -15 | -16 | -20 | -20 | -23 | -22 | -22 | -21 | -21 | -21 | -21 | -18 | -18 | -15 | -13 | —                | —                  |

### FA Cup
Manchester City, comme l'ensemble des clubs de Premier League, effectue son entrée en lice au troisième tour de la compétition.
| 3e tour         | Manchester City | 8 – 0   | Salford City (4) |                            |                            |
| 11 janvier 2025 | ( Grealish) Doku 8e · ( Nunes) Mubama 20e · ( Doku) O'Reilly 43e · Grealish 49e (pen.) · ( Doku) McAtee 62e · Doku 69e (pen.) · ( Foden) McAtee 72e · ( Grealish) McAtee 81e | (3 – 0) | | Etihad Stadium, Manchester | Etihad Stadium, Manchester |
| 11 janvier 2025 | Rapport |         | | Etihad Stadium, Manchester | Etihad Stadium, Manchester |
| 11 janvier 2025 | Ederson – O'Reilly, Aké ( 46e Akanji), Simpson-Pusey – Grealish, Gündoğan, McAtee, Nunes – Doku ( 74e Kovačić), Mubama, Savinho ( 55e Foden)                                 | Équipes | Young – Garbutt, Tilt, Shephard – Berkoe, Fornah, Ashley ( 58e Watson), Lund ( 70e McAleny), Mnoga ( 58e Taylor) – Adelakun ( 87e Wright), Kouassi ( 70e Stockton) | Etihad Stadium, Manchester | Etihad Stadium, Manchester |

| 4e tour        | Leyton Orient (3) | 1 – 2   | Manchester City |                                           |                                           |
| 8 février 2025 | Ortega 16e (csc) | (1 – 0) | 56e Khusanov (Lewis ) · 79e De Bruyne (Grealish ) | Brisbane Road, Leyton Spectateurs : 8 749 | Brisbane Road, Leyton Spectateurs : 8 749 |
| 8 février 2025 | Cooper 77e · Obiero 88e | Rapport | 42e McAtee · | Brisbane Road, Leyton Spectateurs : 8 749 | Brisbane Road, Leyton Spectateurs : 8 749 |
| 8 février 2025 | Keeley – Currie, Happe, Simpson, James – Jaiyesimi ( 54e Pratley), Galbraith ( 86e Obiero), Donley ( 85e Agyei), Brown ( 85e Ball), Perkins ( 65e Cooper) – Kelman | Équipes | Ortega – O'Reilly ( 72e De Bruyne), Dias ( 46e Stones), Reis ( 46e Khusanov), Lewis – Grealish, Gündoğan, McAtee ( 72e Foden), González ( 22e Silva), Savinho – Marmoush | Brisbane Road, Leyton Spectateurs : 8 749 | Brisbane Road, Leyton Spectateurs : 8 749 |

| 5e tour       | Manchester City | 3 – 1   | Plymouth Argyle (2) |                                                 |                                                 |
| 1er mars 2025 | ( De Bruyne) O'Reilly 45+1e · ( Foden) O'Reilly 76e · ( Haaland) De Bruyne 90e                                                       | (1 – 1) | 38e Talovierov (Sorinola ) | Etihad Stadium, Manchester Spectateurs : 50 044 | Etihad Stadium, Manchester Spectateurs : 50 044 |
| 1er mars 2025 | Rapport |         | | Etihad Stadium, Manchester Spectateurs : 50 044 | Etihad Stadium, Manchester Spectateurs : 50 044 |
| 1er mars 2025 | Ortega – O'Reilly, Aké ( 46e Dias), Reis, Lewis – Grealish, De Bruyne, Gündoğan, McAtee ( 59e McAtee), Silva – Foden ( 83e González) | Équipes | Hazard – Ogbeta ( 71e Puchacz), Pleguezuelo, Katić, Talovierov, Sorinola ( 80e Szücs) – Mumba ( 64e Al Hajj), Gyabi ( 64e Houghton), Boateng, Wright – Bundu ( 64e Baidoo) | Etihad Stadium, Manchester Spectateurs : 50 044 | Etihad Stadium, Manchester Spectateurs : 50 044 |

| 1/4 de finale | AFC Bournemouth (1) | 1 – 2   | Manchester City |                                                    |                                                    |
| 30 mars 2025  | ( Kluivert) Evanilson 21e | (1 – 0) | 49e Haaland (O'Reilly ) · 63e Marmoush (O'Reilly ) | Vitality Stadium, Bournemouth Spectateurs : 10 954 | Vitality Stadium, Bournemouth Spectateurs : 10 954 |
| 30 mars 2025  | Christie 62e · Cook 70e · Kluivert 77e | Rapport | 37e Khusanov · 86e Nunes · 90+5e McAtee · | Vitality Stadium, Bournemouth Spectateurs : 10 954 | Vitality Stadium, Bournemouth Spectateurs : 10 954 |
| 30 mars 2025  | Arrizabalaga – Soler ( 57e Hill), Senesi ( 85e Jebbison), Zabarnyi, Cook – Semenyo, Adams, Kluivert, Christie ( 73e Smith), Brooks ( 57e Ouattara) – Evanilson ( 73e Scott) | Équipes | Ederson – Gvardiol, Dias, Khusanov ( 46e O'Reilly), Nunes – Gündoğan ( 83e McAtee), Kovačić ( 83e González), Silva – De Bruyne, Haaland ( 61e Marmoush), Foden ( 69e Grealish) | Vitality Stadium, Bournemouth Spectateurs : 10 954 | Vitality Stadium, Bournemouth Spectateurs : 10 954 |

| 1/2 finale    | Nottingham Forest (1) | 0 – 2   | Manchester City |                                                |                                                |
| 27 avril 2025 | | (0 – 1) | 2e Lewis (Kovačić ) · 51e Gvardiol (Marmoush ) | Stade de Wembley, Londres Spectateurs : 72 976 | Stade de Wembley, Londres Spectateurs : 72 976 |
| 27 avril 2025 | Gibbs-White 65e · Sosa 90+3e | Rapport | 55e Grealish · 78e O'Reilly · 87e Ortega · | Stade de Wembley, Londres Spectateurs : 72 976 | Stade de Wembley, Londres Spectateurs : 72 976 |
| 27 avril 2025 | Sels – Toffolo, Murillo, Milenković, Abbott ( 82e Sosa) – Anderson ( 71e Sangaré), Danilo ( 46e Elanga), Domínguez ( 82e Jota), Gibbs-White – Hudson-Odoi, Wood ( 71e Awoniyi) | Équipes | Ortega – O'Reilly, Kovačić ( 89e González), Gvardiol, Dias, Silva, Nunes – Grealish ( 71e Gündoğan), Lewis – Marmoush ( 81e Doku), Savinho ( 81e Foden) | Stade de Wembley, Londres Spectateurs : 72 976 | Stade de Wembley, Londres Spectateurs : 72 976 |

| Crystal Palace · |                      |     |
| Titulaires :     |                      |     |
|                  |                      |     |
| 01               | Dean Henderson       |     |
| 26               | Chris Richards       |     |
| 05               | Maxence Lacroix      |     |
| 06               | Marc Guéhi           | 61e |
| 12               | Daniel Muñoz         |     |
| 03               | Tyrick Mitchell      |     |
| 20               | Adam Wharton         | 87e |
| 10               | Eberechi Eze         |     |
| 18               | Daichi Kamada        | 56e |
| 07               | Ismaïla Sarr         |     |
| 14               | Jean-Philippe Mateta | 78e |
|                  |                      |     |
| Remplaçants :    |                      |     |
| 08               | Jefferson Lerma      | 61e |
| 09               | Eddie Nketiah        | 78e |
| 19               | Will Hughes          | 87e |
|                  |                      |     |
| Entraîneur :     |                      |     |
| Oliver Glasner   |                      |     |

| Manchester City · |                   |     |
| Titulaires :      |                   |     |
|                   |                   |     |
| 18                | Stefan Ortega     |     |
| 24                | Joško Gvardiol    |     |
| 03                | Rúben Dias        |     |
| 25                | Manuel Akanji     |     |
| 20                | Bernardo Silva    | 88e |
| 75                | Nico O'Reilly     |     |
| 17                | Kevin De Bruyne   |     |
| 26                | Savinho           | 76e |
| 11                | Jérémy Doku       |     |
| 09                | Erling Haaland    |     |
| 07                | Omar Marmoush     | 76e |
|                   |                   |     |
| Remplaçants :     |                   |     |
| 47                | Phil Foden        | 76e |
| 30                | Claudio Echeverri | 76e |
| 19                | İlkay Gündoğan    | 88e |
|                   |                   |     |
| Entraîneur :      |                   |     |
| Pep Guardiola     |                   |     |

| Crystal Palace · |                      |     |
| Titulaires :     |                      |     |
|                  |                      |     |
| 01               | Dean Henderson       |     |
| 26               | Chris Richards       |     |
| 05               | Maxence Lacroix      |     |
| 06               | Marc Guéhi           | 61e |
| 12               | Daniel Muñoz         |     |
| 03               | Tyrick Mitchell      |     |
| 20               | Adam Wharton         | 87e |
| 10               | Eberechi Eze         |     |
| 18               | Daichi Kamada        | 56e |
| 07               | Ismaïla Sarr         |     |
| 14               | Jean-Philippe Mateta | 78e |
|                  |                      |     |
| Remplaçants :    |                      |     |
| 08               | Jefferson Lerma      | 61e |
| 09               | Eddie Nketiah        | 78e |
| 19               | Will Hughes          | 87e |
|                  |                      |     |
| Entraîneur :     |                      |     |
| Oliver Glasner   |                      |     |

| Manchester City · |                   |     |
| Titulaires :      |                   |     |
|                   |                   |     |
| 18                | Stefan Ortega     |     |
| 24                | Joško Gvardiol    |     |
| 03                | Rúben Dias        |     |
| 25                | Manuel Akanji     |     |
| 20                | Bernardo Silva    | 88e |
| 75                | Nico O'Reilly     |     |
| 17                | Kevin De Bruyne   |     |
| 26                | Savinho           | 76e |
| 11                | Jérémy Doku       |     |
| 09                | Erling Haaland    |     |
| 07                | Omar Marmoush     | 76e |
|                   |                   |     |
| Remplaçants :     |                   |     |
| 47                | Phil Foden        | 76e |
| 30                | Claudio Echeverri | 76e |
| 19                | İlkay Gündoğan    | 88e |
|                   |                   |     |
| Entraîneur :      |                   |     |
| Pep Guardiola     |                   |     |

### EFL Cup (Carabao Cup)
| 3e tour           | Manchester City | 2 – 1   | Watford (2) |                            |                            |
| 24 septembre 2024 | ( Grealish) Doku 5e · ( Lewis) Nunes 38e                                                                                                   | (2 – 0) | 86e Ince (Chakvetadze ) | Etihad Stadium, Manchester | Etihad Stadium, Manchester |
| 24 septembre 2024 | Rapport |         | | Etihad Stadium, Manchester | Etihad Stadium, Manchester |
| 24 septembre 2024 | Ortega – Braithwaite ( 76e Gvardiol), Stones, Walker, O'Reilly ( 73e Wright), Lewis – Grealish, Nunes, McAtee, Doku ( 46e Savinho) – Foden | Équipes | Bond – Morris, Ogbonna, Porteous, Larouci ( 61e Dele-Bashiru), Ebosele ( 75e Pollock) – Sema, Louza ( 83e Dwomoh), Ince – Bayo ( 61e Chakvetadze), Baah ( 76e Vata) | Etihad Stadium, Manchester | Etihad Stadium, Manchester |

| 4e tour               | Tottenham Hotspur (1) | 2 – 1   | Manchester City |                                                         |                                                         |
| 30 octobre 2024 21h15 | ( Kulusevski) Werner 5e · ( Kulusevski) Sarr 25e | (2 – 0) | 45+4e Nunes (Savinho ) | Tottenham Hotspur Stadium, Londres Spectateurs : 60 797 | Tottenham Hotspur Stadium, Londres Spectateurs : 60 797 |
| 30 octobre 2024 21h15 | Sarr 23e · Bissouma 53e · Gray 90e | Rapport | | Tottenham Hotspur Stadium, Londres Spectateurs : 60 797 | Tottenham Hotspur Stadium, Londres Spectateurs : 60 797 |
| 30 octobre 2024 21h15 | Vicario – Van de Ven ( 14e Udogie), Drăgușin, Romero ( 52e Davies), Gray – Sarr ( 46e Bissouma), Bentancour, Kulusevski – Werner ( 69e Richarlison), Solanke, Johnson ( 68e Moore) | Équipes | Ortega – Aké ( 74e Simpson-Pusey), Dias ( 46e Gvardiol), Stones, Lewis – Nunes, McAtee, Gündoğan ( 46e Kovačić), O'Reilly, Savinho ( 63e Wright) – Foden ( 58e Silva) | Tottenham Hotspur Stadium, Londres Spectateurs : 60 797 | Tottenham Hotspur Stadium, Londres Spectateurs : 60 797 |

### Ligue des champions
Le format de cette compétition est modifié cette saison. La compétition passe de 32 à 36 équipes à partir de la phase de ligue. La traditionnelle phase de groupes de huit poules est remplacée par une phase de ligue unique. À la fin de cette phase :
- les huit premiers se qualifient pour la phase à élimination directe ;
- les clubs classés de la 9e à la 24e place jouent des barrages de qualification pour les huitièmes de finale ;
- les équipes classées après la 24e place sont éliminées, sans repêchage en Ligue Europa.

Le 23 octobre, après sa victoire face au Sparta Prague, Manchester City établit la plus longue série d'invincibilité de toute l’histoire des Coupes d'Europe avec 26 rencontres consécutives sans défaite. Mais la suite de la campagne est très compliquée (1 seule victoire sur les cinq derniers matchs) et City se qualifie tout juste en prenant la 22e position au classement, devant alors passer par des barrages dans un choc face au Real Madrid.

#### Phase de championnat
Le tirage au sort a lieu le 29 août 2024 au Grimaldi Forum Monaco. Les trente-six équipes participantes sont réparties dans quatre chapeaux de neuf équipes sur la base de leur coefficient UEFA en 2024. Seul le tenant du titre est directement versé dans le chapeau 1. Chaque équipe affronte sur un seul match deux équipes de chaque chapeau (y compris son propre chapeau), soit au total huit adversaires différents (quatre matches à domicile et quatre matches à l'extérieur).

##### Rencontres de la phase de championnat
| 1re journée             | Manchester City FC | 0 – 0   | FC Inter Milan |                                                 |                                                 |
| 18 septembre 2024 21h00 | | (0 – 0) | | Etihad Stadium, Manchester Spectateurs : 50 922 | Etihad Stadium, Manchester Spectateurs : 50 922 |
| 18 septembre 2024 21h00 | Dias 33e | Rapport | | Etihad Stadium, Manchester Spectateurs : 50 922 | Etihad Stadium, Manchester Spectateurs : 50 922 |
| 18 septembre 2024 21h00 | Ederson – Gvardiol, Akanji, Dias, Lewis – De Bruyne ( 46e Gündoğan), Savinho ( 46e Foden), Rodri, Grealish, Silva ( 80e Doku) – Haaland | Équipes | Sommer – Bastoni, Acerbi, Bisseck ( 75e Pavard) – Augusto, Zieliński ( 66e Mkhitaryan), Çalhanoğlu ( 81e Frattesi), Barella, Darmian ( 75e Dumfries) – Thuram ( 66e Martínez), Taremi | Etihad Stadium, Manchester Spectateurs : 50 922 | Etihad Stadium, Manchester Spectateurs : 50 922 |

| 2e journée             | ŠK Slovan Bratislava | 0 – 4   | Manchester City FC |                          |                          |
| 1er octobre 2024 21h00 | | (0 – 2) | 8e Gündoğan · 15e Foden (Doku ) · 58e Haaland (Lewis ) · 74e McAtee (Foden )                                                                       | Tehelné pole, Bratislava | Tehelné pole, Bratislava |
| 1er octobre 2024 21h00 | Rapport |         | | Tehelné pole, Bratislava | Tehelné pole, Bratislava |
| 1er octobre 2024 21h00 | Takáč – Wimmer, Bajrić, Kashia, Blackman – Ignatenko ( 63e Szöke), Tolić ( 78e Pauschek), Savvidis – Weiss ( 63e Zuberu), Strelec ( 78e Marcelli), Barseghyan ( 85e Mak) | Équipes | Ortega – Gvardiol ( 78e Walker), Stones, Akanji ( 60e Dias), Lewis – Doku, Gündoğan, Foden ( 78e Grealish), Nunes, Savinho – Haaland ( 60e McAtee) | Tehelné pole, Bratislava | Tehelné pole, Bratislava |

| 3e journée            | Manchester City FC | 5 – 0   | AC Sparta Prague |                                                 |                                                 |
| 23 octobre 2024 21h00 | ( Akanji) Foden 3e · ( Savinho) Haaland 58e · ( Nunes) Stones 64e · ( Nunes) Haaland 68e · Nunes 88e (pen.)                                                     | (1 – 0) | | Etihad Stadium, Manchester Spectateurs : 50 116 | Etihad Stadium, Manchester Spectateurs : 50 116 |
| 23 octobre 2024 21h00 | Stones 7e | Rapport | 87e Preciado · | Etihad Stadium, Manchester Spectateurs : 50 116 | Etihad Stadium, Manchester Spectateurs : 50 116 |
| 23 octobre 2024 21h00 | Ortega – Aké ( 74e Gvardiol), Akanji, Stones ( 74e Dias), Lewis – Nunes, Gündoğan ( 69e Kovačić), Silva ( 69e McAtee) – Foden, Haaland ( 80e O'Reilly), Savinho | Équipes | Vindahl Jensen – Sørensen, Panák, Vitík – Ryneš ( 88e Wiesner), Kairinen ( 88e Solbakken), Laçi, Preciado – Haraslín ( 46e Krasniqi), Olatunji ( 60e Rrahmani), Birmančević ( 73e Daněk) | Etihad Stadium, Manchester Spectateurs : 50 116 | Etihad Stadium, Manchester Spectateurs : 50 116 |

| 4e journée            | Sporting Clube de Portugal | 4 – 1   | Manchester City FC |                                     |                                     |
| 5 novembre 2024 21h00 | ( Quenda) Gyökeres 38e · ( Gonçalves) Araújo 46e · Gyökeres 49e (pen.) · Gyökeres 81e (pen.)                                                                                   | (1 – 1) | 4e Foden | Estádio José Alvalade XXI, Lisbonne | Estádio José Alvalade XXI, Lisbonne |
| 5 novembre 2024 21h00 | Gonçalves 55e · Araújo 73e · Hjulmand 88e | Rapport | 45e Kovačić · 73e Savinho · 79e Nunes · | Estádio José Alvalade XXI, Lisbonne | Estádio José Alvalade XXI, Lisbonne |
| 5 novembre 2024 21h00 | Israel – Reis ( 75e St. Juste), Diomande, Debast – Araújo ( 75e Catamo), Morita ( 75e Bragança), Hjulmand, Quenda ( 85e Quaresma) – Gonçalves, Gyökeres, Trincão ( 88e Harder) | Équipes | Ederson – Gvardiol, Simpson-Pusey, Akanji, Lewis – Nunes, Savinho ( 77e Doku), Kovačić ( 85e De Bruyne), Silva ( 77e Gündoğan), Foden – Haaland | Estádio José Alvalade XXI, Lisbonne | Estádio José Alvalade XXI, Lisbonne |

| 5e journée       | Manchester City FC | 3 – 3   | Feyenoord Rotterdam |                            |                            |
| 26 novembre 2024 | Haaland 44e (pen.) · Gündoğan 50e · ( Nunes) Haaland 53e                                                                                       | (1 – 0) | 75e Hadj Moussa · 82e Giménez · 89e Hancko (Paixão ) | Etihad Stadium, Manchester | Etihad Stadium, Manchester |
| 26 novembre 2024 | McAtee 88e | Rapport | 57e Carranza · | Etihad Stadium, Manchester | Etihad Stadium, Manchester |
| 26 novembre 2024 | Ederson – Gvardiol, Aké ( 68e Simpson-Pusey), Akanji, Lewis – Nunes, Gündoğan ( 68e De Bruyne), Silva – Grealish, Haaland, Foden ( 68e McAtee) | Équipes | Wellenreuther – Smal ( 68e Beelen), Hancko, Trauner, Nieuwkoop ( 72e Lotomba) – Timber, Milambo ( 68e Zerrouki), Hwang ( 90+3e González) – Paixão, Carranza ( 72e Giménez), Hadj Moussa | Etihad Stadium, Manchester | Etihad Stadium, Manchester |

| 6e journée       | Juventus Turin FC | 2 – 0   | Manchester City FC |                                             |                                             |
| 11 décembre 2024 | ( Yıldız) Vlahović 53e · ( Weah) McKennie 75e | (0 – 0) | | Allianz Stadium, Turin Spectateurs : 40 890 | Allianz Stadium, Turin Spectateurs : 40 890 |
| 11 décembre 2024 | Di Gregorio 85e | Rapport | 84e Grealish · 86e Silva ·                                                                                                 | Allianz Stadium, Turin Spectateurs : 40 890 | Allianz Stadium, Turin Spectateurs : 40 890 |
| 11 décembre 2024 | Di Gregorio – Danilo, Gatti, Kalulu, Savona – Yıldız ( 85e Mbangula), Thuram ( 69e McKennie), Koopmeiners, Locatelli, Conceição ( 69e Weah) – Vlahović ( 85e Luiz) | Équipes | Ederson – Lewis, Gvardiol, Dias, Walker – Silva, Gündoğan, De Bruyne – Grealish ( 87e Nunes), Haaland, Doku ( 78e Savinho) | Allianz Stadium, Turin Spectateurs : 40 890 | Allianz Stadium, Turin Spectateurs : 40 890 |

| 7e journée      | Paris Saint-Germain FC | 4 – 2   | Manchester City FC |                                              |                                              |
| 22 janvier 2025 | ( Barcola) Dembélé 56e · Barcola 60e · ( Vitinha) Neves 78e · Ramos 90+3e                                                                                  | (0 – 0) | 50e Grealish · 53e Haaland | Parc des Princes, Paris Spectateurs : 47 818 | Parc des Princes, Paris Spectateurs : 47 818 |
| 22 janvier 2025 | Mendes 23e | Rapport | 9e Dias · | Parc des Princes, Paris Spectateurs : 47 818 | Parc des Princes, Paris Spectateurs : 47 818 |
| 22 janvier 2025 | Donnarumma – Mendes, Pacho, Marquinhos, Hakimi – Neves, Vitinha, Ruiz ( 61e Zaïre-Emery) – Barcola ( 81e Hernandez), Doué ( 61e Ramos), Lee ( 46e Dembélé) | Équipes | Ederson – Gvardiol, Dias ( 46e Lewis), Akanji, Nunes ( 78e Stones) – Savinho ( 46e Grealish), Silva, De Bruyne ( 70e McAtee), Kovačić ( 70e Gündoğan), Foden – Haaland | Parc des Princes, Paris Spectateurs : 47 818 | Parc des Princes, Paris Spectateurs : 47 818 |

| 8e journée      | Manchester City FC | 3 – 1   | Club Bruges KV |                            |                            |
| 29 janvier 2025 | ( Stones) Kovačić 53e · Ordóñez 62e (csc) · ( Stones) Savinho 77e                                                            | (0 – 1) | 45e Onyedika | Etihad Stadium, Manchester | Etihad Stadium, Manchester |
| 29 janvier 2025 | Rapport |         | | Etihad Stadium, Manchester | Etihad Stadium, Manchester |
| 29 janvier 2025 | Ederson – Gvardiol, Akanji, Kovačić, Stones, Nunes – Foden, De Bruyne ( 81e Lewis), Gündoğan ( 46e Savinho), Silva – Haaland | Équipes | Mignolet – De Cuyper, Mechele, Ordóñez, Seys – Tzólis ( 70e Vetlesen), Jashari, Vanaken, Onyedika, Talbi ( 70e Skóraś) – Jutglà ( 70e Vermant) | Etihad Stadium, Manchester | Etihad Stadium, Manchester |

##### Classement de la phase de championnat
Évolution du classement de Manchester City en fonction des résultats
| Journée     | 1  | 2  | 3  | 4  | 5  | 6  | 7  | 8  | Journées Q. 1/8 | Journées Q. barr. |
| ----------- | -- | -- | -- | -- | -- | -- | -- | -- | --------------- | ----------------- |
| Rang        | 16 | 8  | 3  | 10 | 17 | 22 | 25 | 22 | 2               | 5                 |
| Résultat    | N  | V  | V  | D  | N  | D  | D  | V  | —               | —                 |
| Écart (pts) | -2 | +0 | +0 | -2 | -2 | -5 | -5 | -5 | —               | —                 |
| Écart (pts) | +1 | +3 | +4 | +3 | +4 | +1 | -2 | +0 | —               | —                 |

#### Phase à élimination directe
Le tirage au sort des barrages a lieu le 31 janvier 2025 au siège de l'UEFA, à Nyon. Les équipes classées aux places 9 à 24 de la phase de ligue sont réparties en chapeau, deux par deux. De par son classement, Manchester City est en binôme avec le Celtic Glasgow et est assuré d'affronter soit le Real Madrid, soit le Bayern Munich. Ces équipes sont apairées en huitièmes de finale avec l'Atlético de Madrid et le Bayer Leverkusen.
| Barrages Aller        | Manchester City FC | 2 – 3   | Real Madrid |                            |                            |
| 11 février 2025 21h00 | ( Gvardiol) Haaland 19e · Haaland 80e (pen.) | (1 – 0) | 60e Mbappé (Ceballos ) · 86e Díaz · 90+2e Bellingham (Vinícius )                                                                                        | Etihad Stadium, Manchester | Etihad Stadium, Manchester |
| 11 février 2025 21h00 | Rapport |         | | Etihad Stadium, Manchester | Etihad Stadium, Manchester |
| 11 février 2025 21h00 | Ederson – Gvardiol, Aké ( 61e Kovačić), Dias, Akanji ( 46e Lewis) – De Bruyne ( 84e Gündoğan), Stones, Silva – Grealish ( 30e Foden), Haaland, Savinho ( 84e Marmoush) | Équipes | Courtois – Mendy, Tchouaméni, Asencio, Valverde – Bellingham, Camavinga, Ceballos ( 81e Modrić) – Vinícius, Mbappé ( 90+2e García), Rodrygo ( 84e Díaz) | Etihad Stadium, Manchester | Etihad Stadium, Manchester |

| Barrages Retour       | Real Madrid | 3 – 1   | Manchester City FC |                                                      |                                                      |
| 19 février 2025 21h00 | ( Asencio) Mbappé 4e · ( Rodrygo) Mbappé 33e · ( Valverde) Mbappé 61e | (2 – 0) | 90+2e González | Stade Santiago-Bernabéu, Madrid Spectateurs : 77 023 | Stade Santiago-Bernabéu, Madrid Spectateurs : 77 023 |
| 19 février 2025 21h00 | Bellingham 38e | Rapport | 28e Gündoğan · 47e González · | Stade Santiago-Bernabéu, Madrid Spectateurs : 77 023 | Stade Santiago-Bernabéu, Madrid Spectateurs : 77 023 |
| 19 février 2025 21h00 | Courtois – Mendy, Rüdiger, Asencio, Valverde ( 90e Alaba) – Bellingham, Tchouaméni ( 83e Modrić), Ceballos ( 78e Camavinga) – Vinícius ( 90e Endrick), Mbappé ( 78e Díaz), Rodrygo | Équipes | Ederson – Gvardiol, Dias, Stones ( 8e Aké), Khusanov – Savinho, González, Silva, Gündoğan ( 77e Kovačić), Foden ( 77e McAtee) – Marmoush | Stade Santiago-Bernabéu, Madrid Spectateurs : 77 023 | Stade Santiago-Bernabéu, Madrid Spectateurs : 77 023 |

## Statistiques

### Statistiques collectives
| Compétition         | Débute au tour | Termine        | Matches joués | Victoires | Nuls | Défaites | Buts pour | Buts contre | Différence |
| ------------------- | -------------- | -------------- | ------------- | --------- | ---- | -------- | --------- | ----------- | ---------- |
| Community Shield    | Finale         | Vainqueur      | 1             | 0         | 1    | 0        | 1         | 1           | +0         |
| Premier League      | -              | Troisième      | 38            | 21        | 8    | 9        | 72        | 44          | +28        |
| Ligue des champions | Phase de ligue | Barrages       | 10            | 3         | 2    | 5        | 21        | 20          | +1         |
| FA Cup              | Troisième tour | Finale         | 6             | 5         | 0    | 1        | 17        | 4           | +13        |
| Carabao Cup         | Troisième tour | Quatrième tour | 2             | 1         | 0    | 1        | 3         | 3           | +0         |
| Total               | Total          | Total          | 57            | 30        | 11   | 16       | 114       | 72          | +42        |

### Matchs officiels de la saison
| Compétition | J./Tour | Date              | Domicile                | Rés.         | Extérieur               | Cl. | Buteur(s) pour Manchester City                                                             |
| ----------- | ------- | ----------------- | ----------------------- | ------------ | ----------------------- | --- | ------------------------------------------------------------------------------------------ |
| Com. Shield | Finale  | 10 août 2024      | Manchester City         | 1-1 (7-6tab) | Manchester United       | -   | Silva (89e)                                                                                |
| PL          | 1       | 18 août 2024      | Chelsea                 | 0-2          | Manchester City         | 4e  | Haaland (18e), Kovačić (84e)                                                               |
| PL          | 2       | 24 août 2024      | Manchester City         | 4-1          | Ipswich Town            | 1er | Haaland (12e sp, 16e, 88e), De Bruyne (14e)                                                |
| PL          | 3       | 31 août 2024      | West Ham United         | 1-3          | Manchester City         | 1er | Haaland (10e, 30e, 83e)                                                                    |
| PL          | 4       | 14 septembre 2024 | Manchester City         | 2-1          | Brentford               | 1er | Haaland (19e, 32e)                                                                         |
| LDC         | 1       | 18 septembre 2024 | Manchester City         | 0-0          | Inter Milan             | 16e | -                                                                                          |
| PL          | 5       | 22 septembre 2024 | Manchester City         | 2-2          | Arsenal                 | 1er | Haaland (9e), Stones (90e+8)                                                               |
| Carabao Cup | T3      | 24 septembre 2024 | Manchester City         | 2-1          | Watford                 | -   | Doku (5e), Nunes (38e)                                                                     |
| PL          | 6       | 28 septembre 2024 | Newcastle United        | 1-1          | Manchester City         | 2e  | Gvardiol (35e)                                                                             |
| LDC         | 2       | 1er octobre 2024  | Slovan Bratislava       | 0-4          | Manchester City         | 8e  | Gündoğan (8e), Foden(15e), Haaland (58e), McAtee (74e)                                     |
| PL          | 7       | 5 octobre 2024    | Manchester City         | 3-2          | Fulham                  | 2e  | Kovačić (32e, 47e), Doku (82e)                                                             |
| PL          | 8       | 20 octobre 2024   | Wolverhampton Wanderers | 1-2          | Manchester City         | 2e  | Gvardiol (33e), Stones (90e+5)                                                             |
| LDC         | 3       | 23 octobre 2024   | Manchester City         | 5-0          | Sparta Prague           | 3e  | Foden (3e), Haaland (58e, 68e), Stones (64e), Nunes (88e sp)                               |
| PL          | 9       | 26 octobre 2024   | Manchester City         | 1-0          | Southampton             | 1er | Haaland (5e)                                                                               |
| Carabao Cup | T4      | 30 octobre 2024   | Tottenham Hotspur       | 2-1          | Manchester City         | -   | Nunes (45e+4)                                                                              |
| PL          | 10      | 2 novembre 2024   | AFC Bournemouth         | 2-1          | Manchester City         | 2e  | Gvardiol (82e)                                                                             |
| LDC         | 4       | 5 novembre 2024   | Sporting CP             | 4-1          | Manchester City         | 10e | Foden (4e)                                                                                 |
| PL          | 11      | 9 novembre 2024   | Brighton & Hove Albion  | 2-1          | Manchester City         | 2e  | Haaland (23e)                                                                              |
| PL          | 12      | 23 novembre 2024  | Manchester City         | 0-4          | Tottenham Hotspur       | 2e  | -                                                                                          |
| LDC         | 5       | 26 novembre 2024  | Manchester City         | 3-3          | Feyenoord               | 17e | Haaland (44e sp, 53e), Gündoğan (50e)                                                      |
| PL          | 13      | 1er décembre 2024 | Liverpool               | 2-0          | Manchester City         | 5e  | -                                                                                          |
| PL          | 14      | 4 décembre 2024   | Manchester City         | 3-0          | Nottingham Forest       | 4e  | Silva (8e), De Bruyne (31e), Doku (57e)                                                    |
| PL          | 15      | 7 décembre 2024   | Crystal Palace          | 2-2          | Manchester City         | 4e  | Haaland (30e), Lewis (68e)                                                                 |
| LDC         | 6       | 11 décembre 2024  | Juventus Turin          | 2-0          | Manchester City         | 22e | -                                                                                          |
| PL          | 16      | 15 décembre 2024  | Manchester City         | 1-2          | Manchester United       | 5e  | Gvardiol (36e)                                                                             |
| PL          | 17      | 21 décembre 2024  | Aston Villa             | 2-1          | Manchester City         | 7e  | Foden (90e+3)                                                                              |
| PL          | 18      | 26 décembre 2024  | Manchester City         | 1-1          | Everton                 | 7e  | Silva (14e)                                                                                |
| PL          | 19      | 29 décembre 2024  | Leicester City          | 0-2          | Manchester City         | 6e  | Savinho (21e), Haaland (74e)                                                               |
| PL          | 20      | 4 janvier 2025    | Manchester City         | 4-1          | West Ham United         | 6e  | Coufal (10e csc), Haaland (42e, 55e), Foden (58e)                                          |
| FA Cup      | T3      | 11 janvier 2025   | Manchester City         | 8-0          | Salford City            | -   | Doku (8e, 69e sp), Mubama (20e), O'Reilly (43e), Grealish (49e sp), McAtee (62e, 72e, 81e) |
| PL          | 21      | 14 janvier 2025   | Brentford               | 2-2          | Manchester City         | 6e  | Foden (66e, 78e)                                                                           |
| PL          | 22      | 19 janvier 2025   | Ipswich Town            | 0-6          | Manchester City         | 5e  | Foden (27e, 42e), Kovačić (30e), Doku (49e), Haaland (57e), McAtee (69e)                   |
| LDC         | 7       | 22 janvier 2025   | Paris Saint-Germain     | 4-2          | Manchester City         | 25e | Grealish (50e), Haaland (53e)                                                              |
| PL          | 23      | 25 janvier 2025   | Manchester City         | 3-1          | Chelsea                 | 4e  | Gvardiol (42e), Haaland (68e), Foden (87e)                                                 |
| LDC         | 8       | 29 janvier 2025   | Manchester City         | 3-1          | Club Bruges             | 22e | Kovačić (53e), Ordóñez (62e csc), Savinho (77e)                                            |
| PL          | 24      | 2 février 2025    | Arsenal                 | 5-1          | Manchester City         | 5e  | Haaland (55e)                                                                              |
| FA Cup      | T4      | 8 février 2025    | Leyton Orient           | 1-2          | Manchester City         | -   | Khusanov (56e), De Bruyne (79e)                                                            |
| LDC         | Barr. A | 11 février 2025   | Manchester City         | 2-3          | Real Madrid             | -   | Haaland (19e, 80e sp)                                                                      |
| PL          | 25      | 16 février 2025   | Manchester City         | 4-0          | Newcastle United        | 4e  | Marmoush (19e, 24e, 33e), McAtee (84e)                                                     |
| LDC         | Barr. R | 19 février 2025   | Real Madrid             | 3-1          | Manchester City         | -   | González (90e+2)                                                                           |
| PL          | 26      | 23 février 2025   | Manchester City         | 0-2          | Liverpool               | 4e  | -                                                                                          |
| PL          | 27      | 26 février 2025   | Tottenham Hotspur       | 0-1          | Manchester City         | 4e  | Haaland (12e)                                                                              |
| FA Cup      | T5      | 1er mars 2025     | Manchester City         | 3-1          | Plymouth Argyle         | -   | O'Reilly (45e+1, 76e), De Bruyne (90e)                                                     |
| PL          | 28      | 8 mars 2025       | Nottingham Forest       | 1-0          | Manchester City         | 5e  | -                                                                                          |
| PL          | 29      | 15 mars 2025      | Manchester City         | 2-2          | Brighton & Hove Albion  | 5e  | Haaland (11e sp), Marmoush (39e)                                                           |
| FA Cup      | 1/4     | 30 mars 2025      | AFC Bournemouth         | 1-2          | Manchester City         | -   | Haaland (49e), Marmoush (63e)                                                              |
| PL          | 30      | 2 avril 2025      | Manchester City         | 2-0          | Leicester City          | 5e  | Grealish (2e), Marmoush (29e)                                                              |
| PL          | 31      | 6 avril 2025      | Manchester United       | 1-1          | Manchester City         | 6e  | -                                                                                          |
| PL          | 32      | 12 avril 2025     | Manchester City         | 5-2          | Crystal Palace          | 5e  | De Bruyne (33e), Marmoush (36e), Kovačić (47e), McAtee (56e), O'Reilly (79e)               |
| PL          | 33      | 19 avril 2025     | Everton                 | 0-2          | Manchester City         | 5e  | O'Reilly (84e), Kovačić (90e+2)                                                            |
| PL          | 34      | 22 avril 2025     | Manchester City         | 2-1          | Aston Villa             | 4e  | Silva (7e), Nunes (90e+4)                                                                  |
| FA Cup      | 1/2     | 27 avril 2025     | Nottingham Forest       | 0-2          | Manchester City         | -   | Lewis (2e), Gvardiol (51e)                                                                 |
| PL          | 35      | 2 mai 2025        | Manchester City         | 1-0          | Wolverhampton Wanderers | 3e  | De Bruyne (35e)                                                                            |
| PL          | 36      | 10 mai 2025       | Southampton             | 0-0          | Manchester City         | 4e  | -                                                                                          |
| FA Cup      | Finale  | 17 mai 2025       | Crystal Palace          | 1-0          | Manchester City         | -   | -                                                                                          |
| PL          | 37      | 20 mai 2025       | Manchester City         | 3-1          | AFC Bournemouth         | 3e  | Marmoush (14e), Silva (38e), González (89e)                                                |
| PL          | 38      | 25 mai 2025       | Fulham                  | 0-2          | Manchester City         | 3e  | Gündoğan (21e), Haaland (72e sp)                                                           |

### Statistiques individuelles
| no | Nat | Nom           | Championnat | Championnat | Championnat    | Championnat | Championnat  | Ligue des champions | Ligue des champions | Ligue des champions | Ligue des champions | Ligue des champions | FA Cup | FA Cup      | FA Cup         | FA Cup | FA Cup       | Carabao Cup | Carabao Cup | Carabao Cup    | Carabao Cup | Carabao Cup  | Community Shield | Community Shield | Community Shield | Community Shield | Community Shield | Total   | Total       | Total          | Total  | Total        |
| no | Nat | Nom           | MJ          | But inscrit | Passe décisive | Averti      | Carton rouge | MJ                  | But inscrit         | Passe décisive      | Averti              | Carton rouge        | MJ     | But inscrit | Passe décisive | Averti | Carton rouge | MJ          | But inscrit | Passe décisive | Averti      | Carton rouge | MJ               | But inscrit      | Passe décisive   | Averti           | Carton rouge     | MJ      | But inscrit | Passe décisive | Averti | Carton rouge |
| -- | --- | ------------- | ----------- | ----------- | -------------- | ----------- | ------------ | ------------------- | ------------------- | ------------------- | ------------------- | ------------------- | ------ | ----------- | -------------- | ------ | ------------ | ----------- | ----------- | -------------- | ----------- | ------------ | ---------------- | ---------------- | ---------------- | ---------------- | ---------------- | ------- | ----------- | -------------- | ------ | ------------ |
| 2  |     | Walker        | 15 (9)      | 0           | 0              | 3           | 0            | 2 (1)               | 0                   | 0                   | 0                   | 0                   | 0 (0)  | 0           | 0              | 0      | 0            | 1 (1)       | 0           | 0              | 0           | 0            | 0 (0)            | 0                | 0                | 0                | 0                | 18 (11) | 0           | 0              | 3      | 0            |
| 3  |     | Dias          | 27 (25)     | 0           | 0              | 4           | 0            | 7 (5)               | 0                   | 0                   | 2                   | 0                   | 5 (4)  | 0           | 0              | 0      | 0            | 1 (1)       | 0           | 0              | 0           | 0            | 1 (1)            | 0                | 0                | 0                | 0                | 41 (36) | 0           | 0              | 6      | 0            |
| 5  |     | Stones        | 11 (6)      | 2           | 0              | 1           | 0            | 6 (5)               | 1                   | 2                   | 1                   | 0                   | 1 (0)  | 0           | 0              | 0      | 0            | 2 (2)       | 0           | 0              | 0           | 0            | 0 (0)            | 0                | 0                | 0                | 0                | 20 (13) | 3           | 2              | 2      | 0            |
| 6  |     | Aké           | 10 (8)      | 0           | 0              | 0           | 0            | 4 (3)               | 0                   | 0                   | 0                   | 0                   | 2 (2)  | 0           | 0              | 0      | 0            | 1 (1)       | 0           | 0              | 0           | 0            | 1 (0)            | 0                | 0                | 0                | 0                | 18 (14) | 0           | 0              | 0      | 0            |
| 7  |     | Marmoush      | 16 (14)     | 7           | 0              | 0           | 0            | 2 (1)               | 0                   | 0                   | 0                   | 0                   | 4 (2)  | 1           | 1              | 0      | 0            | 0 (0)       | 0           | 0              | 0           | 0            | 0 (0)            | 0                | 0                | 0                | 0                | 22 (17) | 8           | 1              | 0      | 0            |
| 8  |     | Kovačić       | 31 (25)     | 6           | 2              | 5           | 1            | 6 (3)               | 1                   | 0                   | 1                   | 0                   | 3 (2)  | 0           | 1              | 0      | 0            | 1 (0)       | 0           | 0              | 0           | 0            | 1 (1)            | 0                | 0                | 0                | 0                | 42 (31) | 7           | 3              | 6      | 1            |
| 9  |     | Haaland       | 31 (31)     | 22          | 3              | 1           | 0            | 9 (9)               | 8                   | 0                   | 0                   | 0                   | 3 (2)  | 1           | 1              | 0      | 0            | 0 (0)       | 0           | 0              | 0           | 0            | 1 (1)            | 0                | 0                | 0                | 0                | 44 (43) | 31          | 4              | 1      | 0            |
| 10 |     | Grealish      | 20 (7)      | 1           | 1              | 3           | 0            | 6 (4)               | 1                   | 0                   | 1                   | 0                   | 5 (4)  | 1           | 3              | 1      | 0            | 1 (1)       | 0           | 1              | 0           | 0            | 0 (0)            | 0                | 0                | 0                | 0                | 32 (16) | 3           | 5              | 5      | 0            |
| 11 |     | Doku          | 29 (15)     | 3           | 6              | 1           | 0            | 4 (2)               | 0                   | 1                   | 0                   | 0                   | 3 (2)  | 2           | 2              | 0      | 0            | 1 (1)       | 1           | 0              | 0           | 0            | 1 (1)            | 0                | 0                | 0                | 0                | 38 (21) | 6           | 9              | 1      | 0            |
| 14 |     | González      | 11 (9)      | 1           | 0              | 3           | 0            | 1 (1)               | 1                   | 0                   | 1                   | 0                   | 4 (1)  | 0           | 0              | 0      | 0            | 0 (0)       | 0           | 0              | 0           | 0            | 0 (0)            | 0                | 0                | 0                | 0                | 16 (11) | 2           | 0              | 4      | 0            |
| 16 |     | Rodri         | 3 (1)       | 0           | 0              | 0           | 0            | 1 (1)               | 0                   | 0                   | 0                   | 0                   | 0 (0)  | 0           | 0              | 0      | 0            | 0 (0)       | 0           | 0              | 0           | 0            | 0 (0)            | 0                | 0                | 0                | 0                | 4 (2)   | 0           | 0              | 0      | 0            |
| 17 |     | De Bruyne     | 28 (19)     | 4           | 7              | 2           | 0            | 7 (5)               | 0                   | 0                   | 0                   | 0                   | 4 (3)  | 2           | 1              | 1      | 0            | 0 (0)       | 0           | 0              | 0           | 0            | 1 (0)            | 0                | 0                | 0                | 0                | 40 (27) | 6           | 8              | 3      | 0            |
| 18 |     | Ortega        | 13 (12)     | 0           | 0              | 1           | 0            | 2 (2)               | 0                   | 0                   | 0                   | 0                   | 4 (4)  | 0           | 0              | 1      | 0            | 2 (2)       | 0           | 0              | 0           | 0            | 0 (0)            | 0                | 0                | 0                | 0                | 21 (20) | 0           | 0              | 2      | 0            |
| 19 |     | Gündoğan      | 33 (25)     | 1           | 6              | 1           | 0            | 10 (6)              | 2                   | 0                   | 1                   | 0                   | 6 (4)  | 0           | 0              | 0      | 0            | 1 (1)       | 0           | 0              | 0           | 0            | 0 (0)            | 0                | 0                | 0                | 0                | 50 (36) | 3           | 6              | 2      | 0            |
| 20 |     | Silva         | 33 (29)     | 4           | 4              | 7           | 0            | 9 (9)               | 0                   | 0                   | 1                   | 0                   | 5 (4)  | 0           | 0              | 1      | 0            | 1 (0)       | 0           | 0              | 0           | 0            | 1 (0)            | 1                | 0                | 0                | 0                | 49 (42) | 5           | 4              | 9      | 0            |
| 22 |     | Reis          | 1 (0)       | 0           | 0              | 0           | 0            | 0 (0)               | 0                   | 0                   | 0                   | 0                   | 2 (2)  | 0           | 0              | 0      | 0            | 0 (0)       | 0           | 0              | 0           | 0            | 0 (0)            | 0                | 0                | 0                | 0                | 3 (2)   | 0           | 0              | 0      | 0            |
| 24 |     | Gvardiol      | 37 (36)     | 5           | 0              | 2           | 0            | 10 (9)              | 0                   | 1                   | 0                   | 0                   | 3 (3)  | 1           | 0              | 0      | 0            | 2 (0)       | 0           | 0              | 0           | 0            | 1 (1)            | 0                | 0                | 0                | 0                | 53 (49) | 6           | 1              | 2      | 0            |
| 25 |     | Akanji        | 27 (24)     | 0           | 0              | 3           | 0            | 8 (8)               | 0                   | 1                   | 0                   | 0                   | 2 (1)  | 0           | 0              | 0      | 0            | 0 (0)       | 0           | 0              | 0           | 0            | 1 (1)            | 0                | 0                | 0                | 0                | 38 (34) | 0           | 1              | 3      | 0            |
| 26 |     | Savinho       | 29 (21)     | 1           | 8              | 3           | 0            | 9 (7)               | 1                   | 1                   | 1                   | 0                   | 4 (4)  | 0           | 0              | 0      | 0            | 2 (1)       | 0           | 1              | 0           | 0            | 1 (0)            | 0                | 0                | 0                | 0                | 45 (33) | 2           | 10             | 4      | 0            |
| 27 |     | Nunes         | 26 (19)     | 1           | 6              | 5           | 0            | 7 (6)               | 1                   | 3                   | 1                   | 0                   | 3 (3)  | 0           | 1              | 1      | 0            | 2 (2)       | 2           | 0              | 0           | 0            | 1 (0)            | 0                | 0                | 0                | 0                | 39 (30) | 4           | 10             | 7      | 0            |
| 30 |     | Echeverri     | 1 (0)       | 0           | 0              | 0           | 0            | 0 (0)               | 0                   | 0                   | 0                   | 0                   | 1 (0)  | 0           | 0              | 0      | 0            | 0 (0)       | 0           | 0              | 0           | 0            | 0 (0)            | 0                | 0                | 0                | 0                | 2 (0)   | 0           | 0              | 0      | 0            |
| 31 |     | Ederson       | 26 (26)     | 0           | 3              | 5           | 0            | 8 (8)               | 0                   | 0                   | 0                   | 0                   | 2 (2)  | 0           | 0              | 0      | 0            | 0 (0)       | 0           | 0              | 0           | 0            | 1 (1)            | 0                | 0                | 0                | 0                | 37 (37) | 0           | 3              | 5      | 0            |
| 45 |     | Khusanov      | 6 (6)       | 0           | 0              | 1           | 0            | 1 (1)               | 0                   | 0                   | 0                   | 0                   | 2 (1)  | 1           | 0              | 1      | 0            | 0 (0)       | 0           | 0              | 0           | 0            | 0 (0)            | 0                | 0                | 0                | 0                | 9 (8)   | 1           | 0              | 2      | 0            |
| 47 |     | Foden         | 28 (20)     | 7           | 2              | 1           | 0            | 9 (7)               | 3                   | 1                   | 0                   | 0                   | 6 (2)  | 0           | 2              | 0      | 0            | 2 (1)       | 0           | 0              | 0           | 0            | 0 (0)            | 0                | 0                | 0                | 0                | 45 (30) | 10          | 5              | 1      | 0            |
| 52 |     | Bobb          | 3 (0)       | 0           | 0              | 0           | 0            | 0 (0)               | 0                   | 0                   | 0                   | 0                   | 0 (0)  | 0           | 0              | 0      | 0            | 0 (0)       | 0           | 0              | 0           | 0            | 1 (1)            | 0                | 1                | 0                | 0                | 4 (1)   | 0           | 1              | 0      | 0            |
| 56 |     | Wright        | 0 (0)       | 0           | 0              | 0           | 0            | 0 (0)               | 0                   | 0                   | 0                   | 0                   | 0 (0)  | 0           | 0              | 0      | 0            | 2 (0)       | 0           | 0              | 0           | 0            | 0 (0)            | 0                | 0                | 0                | 0                | 2 (0)   | 0           | 0              | 0      | 0            |
| 61 |     | Braithwaite   | 0 (0)       | 0           | 0              | 0           | 0            | 0 (0)               | 0                   | 0                   | 0                   | 0                   | 0 (0)  | 0           | 0              | 0      | 0            | 1 (1)       | 0           | 0              | 0           | 0            | 0 (0)            | 0                | 0                | 0                | 0                | 1 (1)   | 0           | 0              | 0      | 0            |
| 66 |     | Simpson-Pusey | 2 (1)       | 0           | 0              | 1           | 0            | 2 (1)               | 0                   | 0                   | 0                   | 0                   | 1 (1)  | 0           | 0              | 0      | 0            | 1 (0)       | 0           | 0              | 0           | 0            | 0 (0)            | 0                | 0                | 0                | 0                | 6 (3)   | 0           | 0              | 1      | 0            |
| 67 |     | Mubama        | 1 (0)       | 0           | 0              | 0           | 0            | 0 (0)               | 0                   | 0                   | 0                   | 0                   | 1 (1)  | 1           | 0              | 0      | 0            | 0 (0)       | 0           | 0              | 0           | 0            | 0 (0)            | 0                | 0                | 0                | 0                | 2 (1)   | 1           | 0              | 0      | 0            |
| 75 |     | O'Reilly      | 9 (6)       | 2           | 0              | 0           | 0            | 1 (0)               | 0                   | 0                   | 0                   | 0                   | 6 (5)  | 3           | 2              | 2      | 0            | 2 (2)       | 0           | 0              | 0           | 0            | 1 (1)            | 0                | 0                | 0                | 0                | 19 (14) | 5           | 2              | 2      | 0            |
| 82 |     | Lewis         | 28 (20)     | 1           | 2              | 5           | 1            | 9 (6)               | 0                   | 1                   | 0                   | 0                   | 3 (3)  | 1           | 1              | 0      | 0            | 2 (2)       | 0           | 1              | 0           | 0            | 1 (1)            | 0                | 0                | 0                | 0                | 43 (32) | 2           | 5              | 5      | 1            |
| 87 |     | McAtee        | 15 (3)      | 3           | 0              | 1           | 0            | 5 (0)               | 1                   | 0                   | 1                   | 0                   | 4 (3)  | 3           | 0              | 2      | 0            | 2 (2)       | 0           | 0              | 0           | 0            | 1 (1)            | 0                | 0                | 0                | 0                | 27 (9)  | 7           | 0              | 4      | 0            |

### Buteurs (toutes compétitions)
|       | Buteur             | Premier League | Ligue des Champions | FA Cup | Carabao Cup | Community Shield | Total | MJ |
| ----- | ------------------ | -------------- | ------------------- | ------ | ----------- | ---------------- | ----- | -- |
| TOTAL | TOTAL              | 71             | 20                  | 17     | 3           | 1                | 112   | 57 |
| 1     | Erling Haaland     | 22             | 8                   | 1      | 0           | 0                | 31    | 44 |
| 2     | Phil Foden         | 7              | 3                   | 0      | 0           | 0                | 10    | 45 |
| 3     | Omar Marmoush      | 7              | 0                   | 1      | 0           | 0                | 8     | 22 |
| 4     | James McAtee       | 3              | 1                   | 3      | 0           | 0                | 7     | 27 |
| 5     | Mateo Kovačić      | 6              | 1                   | 0      | 0           | 0                | 7     | 42 |
| 6     | Jérémy Doku        | 3              | 0                   | 2      | 1           | 0                | 6     | 38 |
| 7     | Kevin De Bruyne    | 4              | 0                   | 2      | 0           | 0                | 6     | 40 |
| 8     | Joško Gvardiol     | 5              | 0                   | 1      | 0           | 0                | 6     | 53 |
| 9     | Nico O'Reilly      | 2              | 0                   | 3      | 0           | 0                | 5     | 19 |
| 10    | Bernardo Silva     | 4              | 0                   | 0      | 0           | 1                | 5     | 49 |
| 11    | Matheus Nunes      | 1              | 1                   | 0      | 2           | 0                | 4     | 39 |
| 12    | John Stones        | 2              | 1                   | 0      | 0           | 0                | 3     | 20 |
| 13    | Jack Grealish      | 1              | 1                   | 1      | 0           | 0                | 3     | 32 |
| 14    | İlkay Gündoğan     | 1              | 2                   | 0      | 0           | 0                | 3     | 50 |
| 15    | Nico González      | 1              | 1                   | 0      | 0           | 0                | 2     | 16 |
| 16    | Rico Lewis         | 1              | 0                   | 1      | 0           | 0                | 2     | 43 |
| 17    | Savinho            | 1              | 1                   | 0      | 0           | 0                | 2     | 45 |
| 18    | Divin Mubama       | 0              | 0                   | 1      | 0           | 0                | 1     | 2  |
| 19    | Abdukodir Khusanov | 0              | 0                   | 1      | 0           | 0                | 1     | 9  |

### Passeurs décisifs (toutes compétitions)
|       | Buteur          | Premier League | Ligue des Champions | FA Cup | Carabao Cup | Community Shield | Total | MJ |
| ----- | --------------- | -------------- | ------------------- | ------ | ----------- | ---------------- | ----- | -- |
| TOTAL | TOTAL           | 51             | 11                  | 15     | 3           | 1                | 81    | 57 |
| 1     | Matheus Nunes   | 6              | 3                   | 1      | 0           | 0                | 10    | 38 |
| 2     | Savinho         | 8              | 1                   | 0      | 1           | 0                | 10    | 43 |
| 3     | Jérémy Doku     | 6              | 1                   | 2      | 0           | 0                | 9     | 38 |
| 4     | Kevin De Bruyne | 7              | 0                   | 1      | 0           | 0                | 8     | 40 |
| 5     | İlkay Gündoğan  | 6              | 0                   | 0      | 0           | 0                | 6     | 50 |
| 6     | Jack Grealish   | 1              | 0                   | 3      | 1           | 0                | 5     | 32 |
| 7     | Rico Lewis      | 2              | 1                   | 1      | 1           | 0                | 5     | 42 |
| 8     | Phil Foden      | 2              | 1                   | 2      | 0           | 0                | 5     | 45 |
| 9     | Ederson         | 4              | 0                   | 0      | 0           | 0                | 4     | 35 |
| 10    | Erling Haaland  | 3              | 0                   | 1      | 0           | 0                | 4     | 43 |
| 11    | Bernardo Silva  | 4              | 0                   | 0      | 0           | 0                | 4     | 49 |
| 12    | Mateo Kovačić   | 2              | 0                   | 1      | 0           | 0                | 3     | 42 |
| 13    | Nico O'Reilly   | 0              | 0                   | 2      | 0           | 0                | 2     | 19 |
| 14    | John Stones     | 0              | 2                   | 0      | 0           | 0                | 2     | 20 |
| 15    | Oscar Bobb      | 0              | 0                   | 0      | 0           | 1                | 1     | 4  |
| 16    | Omar Marmoush   | 0              | 0                   | 1      | 0           | 0                | 1     | 22 |
| 17    | Manuel Akanji   | 0              | 1                   | 0      | 0           | 0                | 1     | 38 |
| 18    | Joško Gvardiol  | 0              | 1                   | 0      | 0           | 0                | 1     | 53 |